# Центральна Європа

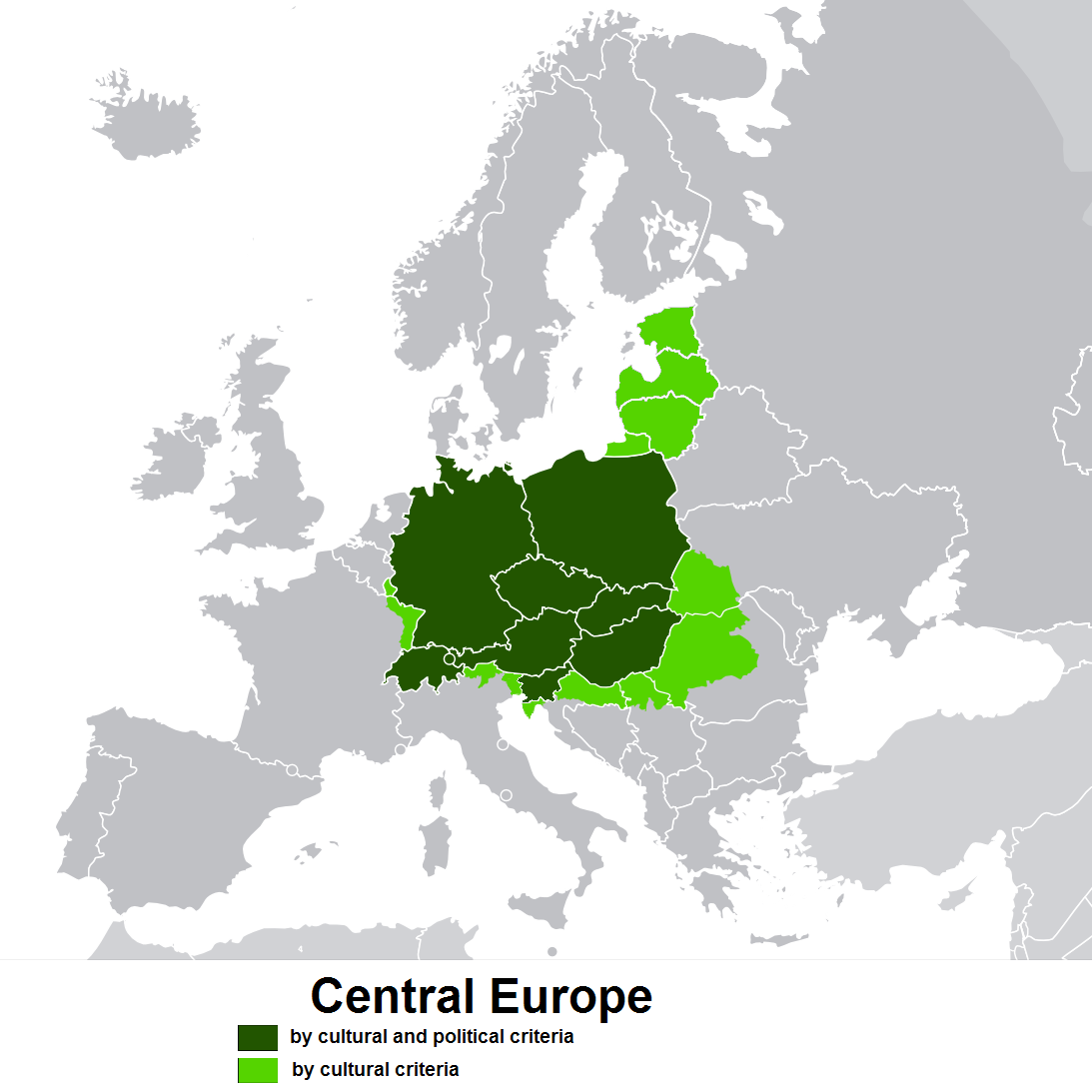
Центральна Європа. Зелений — за політичним та культурним критерієм, світло-зелений — за культурним критерієм

Центра́льна Євро́па — географічний регіон між Східною, Південною, Західною та Північною Європою, заснований на спільній історичній, соціальній та культурній ідентичності. Тридцятилітня війна між католицизмом і протестантизмом була значущим процесом формування в історії Центральної Європи. Поняття «Центральна Європа» з’явилося в XIX столітті.
Хоч цей географічний регіон класифікують по-різному, проте в більшості випадків він включає Австрію, Хорватію, Чехію, Німеччину, Угорщину, Ліхтенштейн, Литву, Польщу, Словаччину, Словенію, Швейцарію, румунську Трансільванію та українські історичні регіони — Галичину, Закарпаття та Північну Буковину. З початку XVI століття до початку XVIII століття частини сучасної Хорватії та Угорщини перебували під владою Османської імперії. Протягом XVII століття імперія також займала південні частини сучасної Словаччини. У період раннього Нового часу території Польщі та Литви входили до складу Речі Посполитої. Тим часом Ерцгерцогство Австрія, Королівство Богемія (Чехія), Герцогство Карніола (частина сучасної Словенії), різні німецькі князівства та Старий Швейцарський Конфедерація входили до Священної Римської імперії.
Центральна Європа охоплювала більшість територій Священної Римської імперії та двох сусідніх королівств на сході, Польщі та Угорщини. Угорщина та частина Польщі згодом увійшли до складу монархії Габсбургів, що також суттєво сформувало історію Центральної Європи. На відміну від своїх західноєвропейських держав, центральноєвропейські нації ніколи не мали жодних помітних заморських колоній через їхнє розташування на території та інші фактори. Часто стверджували, що однією з причин Першої та Другої світових воєн була відсутність у Німеччини оригінальних заморських колоній.
З часів холодної війни держави, що утворюють Центральну Європу, історично, а в деяких випадках продовжують класифікуватися як Східна або Західна Європа. Після Другої світової війни Центральна Європа була розділена залізною завісою (за домовленістю Великої трійки на Ялтинській конференції та Потсдамській конференції) на дві частини — капіталістичний Західний блок і комуністичний Східний блок. Берлінський мур був одним із найпомітніших символів цих штучних і примусових поділів. Зокрема, Сталін виступав за створення «радянської «сфери впливу» в Центральній Європі, починаючи з Польщі, щоб забезпечити Радянському Союзу геополітичну буферну зону між ним і західним капіталістичним світом».
Центральна Європа розпочала «стратегічне пробудження» наприкінці XX та на початку XXI століття з такими ініціативами, як Вишеградська група, Центральноєвропейське оборонне співробітництво, Центральноєвропейська ініціатива, Центральноєвропейська асоціація вільної торгівлі та Centrope. Це пробудження спровокували письменники та інші інтелектуали, які визнали соціальний параліч занепаду диктатур і почувалися змушеними виступити проти радянського гніту. Усі держави Центральної Європи зараз входять до списку «дуже високорозвинених» за Індексом людського розвитку.

## Класифікації

Традиційні культурні кордони Європи: рекомендації щодо використання.

Розуміння концепції Центральної Європи є постійним джерелом суперечок, хоча складові Вишеградської групи майже завжди включені як де-факто країни Центральної Європи. Хоча погляди на те, які країни належать до Центральної Європи, дуже різноманітні, згідно з багатьма джерелами регіон включає держави, перелічені в розділах нижче.
- Австрія
- Литва[20][21][22][23][24]
- Німеччина
- Польща
- Сербія
- Словаччина
- Словенія
- Угорщина
- Хорватія[25][26][27][28]
- Чехія
- Швейцарія

Залежно від контексту, держави Центральної Європи іноді групують як країни Східної або Західної Європи, разом або окремо, але деякі натомість поміщають їх у Східну Європу: наприклад, Австрію можна назвати Центральноєвропейською, а також Східноєвропейською чи Західноєвропейською та Словенією, іноді можна помістити в Південно-Східну або Східну Європу.
Хорватія також знаходиться в Південно-Східній Європі. Крім того, Угорщина та Словенія іноді входять до Південно-Східної Європи.
Литва альтернативно розташована в Північно-Східній Європі.

### ЦРУ

Регіони Європи на основі Всесвітньої книги фактів ЦРУ:
Північна Європа
Західна Європа
Центральна Європа
Південно-Західна Європа
Південна Європа
Південно-Східна Європа
Східна Європа

Центральне розвідувальне управління Сполучених Штатів Америки класифікує дев'ять держав як належних до «Центральної Європи»:
- Австрія
- Ліхтенштейн
- Німеччина
- Польща
- Словаччина
- Словенія
- Угорщина
- Чехія
- Швейцарія

### Інші країни та регіони

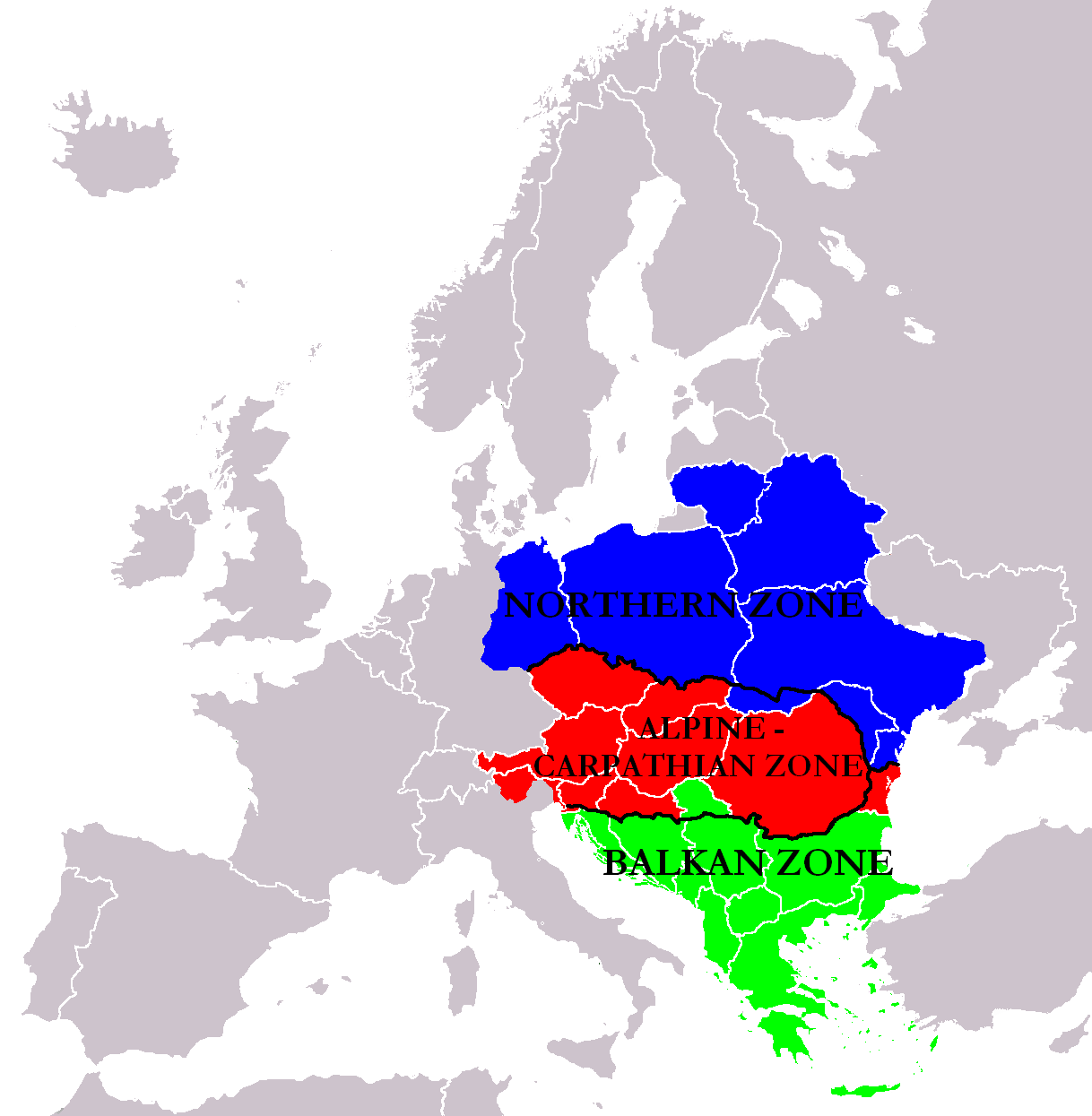
Відтворення та інтерпретація Центральної Європи Полем Робертом Маґочі.

Деякі джерела також додають сусідні країни з історичних причин (колишня Австро-Угорська та Німецька імперії, а також сучасні Естонія, Латвія та Литва) або з географічних та/або культурних причин:
- Боснія і Герцеговина (як колишня частина монархії Габсбургів, розташована в Південній або Південно-Східній Європі)[46][47]
- Естонія (вважається частиною «Серединної Європи», альтернативно розташована у Східній, Північно-Східній або Північній Європі)
- Італія (Південний Тіроль, Трентіно, Трієст і Горіція, Фріулі, Ломбардія та Венето або вся Північна Італія)[48]
- Латвія (вважається частиною «Серединної Європи»)
- Румунія (Трансильванія, разом з Банатом, Кришаною та Мармарощиною[49], а також Південна Буковина[5])[50][51][52]
- Росія (Калінінградська область)
- Сербія (в першу чергу Воєводина та Північний Белград, альтернативно розташовані в Південно-Східній Європ)[53][54][55][56][57][58]
- Україна (Волинь, Закарпаття,[6] Східна Галичина та Північна Буковина[5])

## Термін

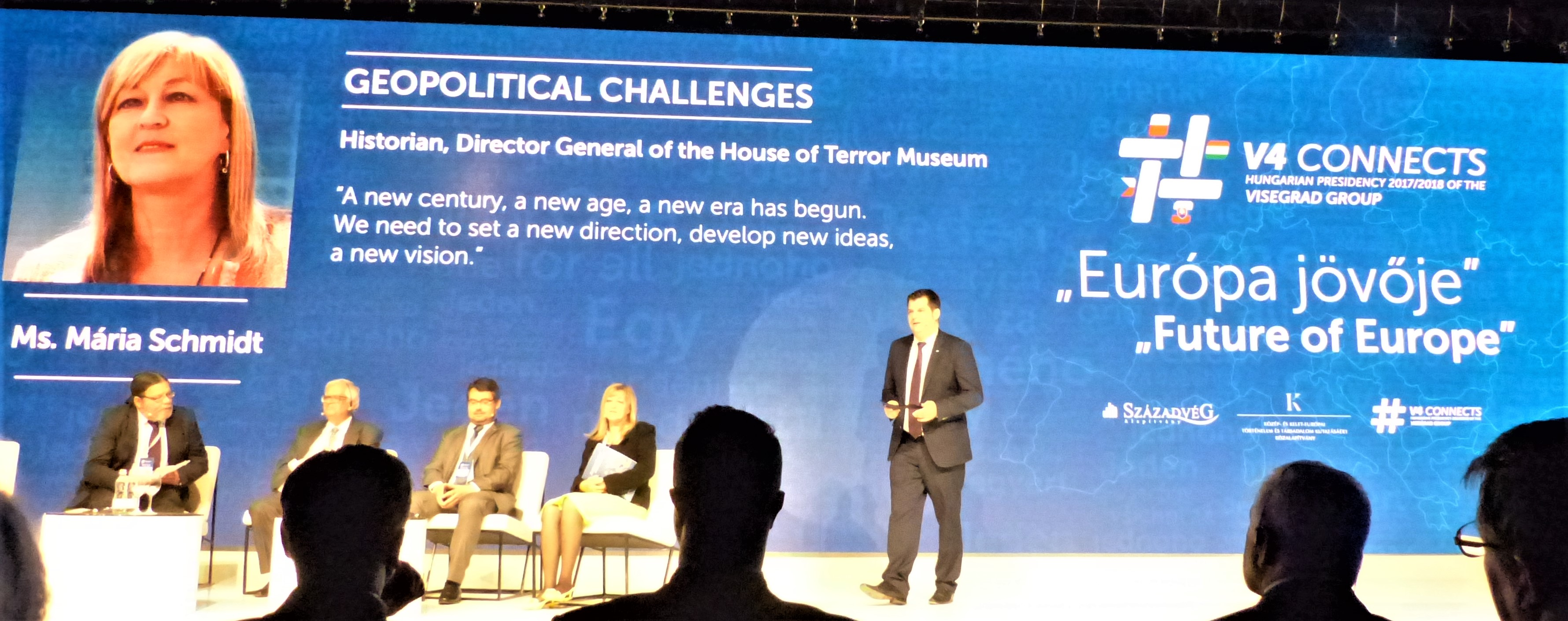
Геополітичні виклики – Панель про майбутнє Європи.

Дискусійним є питання про те, як назвати та визначити центральноєвропейський простір. Дуже часто визначення залежить від національності та історичної точки зору його автора. Поняття «Центральна Європа» з'явилося в XIX столітті. Воно розумілося як контактна зона між південними та північними, а пізніше східними та західними районами Європи. Мислителі зображували «Центральну Європу» або як окремий регіон, або як буферну зону між цими регіонами.
На початку XIX століття терміни «Середня» або «Центральна» Європа (відомі як «Mitteleuropa» німецькою та «Europe centrale» французькою) були введені в географічну науку як німецькою, так і французькою мовами. Спочатку ці терміни пов’язували з регіонами від Піренеїв до Дунаю, які, на думку німецьких авторів, могли бути об’єднані під владою Німеччини. Однак після франко-прусської війни 1870 року французи почали виключати Францію з цієї території, а пізніше німці також прийняли цю точку зору до кінця Першої світової війни.
Концепція «Центральна» або «Серединна Європа», що розуміється як регіон з німецьким впливом, втратила значну частину своєї популярности після Першої світової війни і була повністю відкинута після Другої світової війни. Дві поразки Німеччини у світових війнах у поєднанні з поділом Німеччини, майже повним зникненням німецькомовних громад у цих держав та очолюваною комуністами ізоляцією Чехословаччини, Угорщини, Литви, Польщі та Югославії від західного світу, перетворив поняття «Центральна/Середня Європа» на анахронізм. З іншого боку, ненімецькі регіони Центральної Європи майже повсюдно вважалися «східноєвропейськими», насамперед пов’язаними з радянською сферою впливу наприкінці 1940-1980-х років.
Здебільшого ця географічна рамка втратила свою привабливість після закінчення холодної війни. У 1990-х роках ряд посткомуністичних держав почали вважати себе центральноєвропейськими, уникаючи заплямованого формулювання Серединна Європа, яке вони асоціювали з німецьким впливом у регіоні. Ця переосмислена концепція «Центральної Європи» виключила Німеччину, Австрію та Швейцарію, зменшивши її охоплення головним чином до Польщі, Чехії, Словаччини, Угорщини, Литви та Югославії.

### Академічне визначення

Ягеллонська Європа в XV столітті: Богемія, Угорщина та Річ Посполита.

Основні запропоновані регіональні визначення, зібрані польським істориком Єжи Клочовським, включають:
- Західно-Центральна[de] та Східно-Центральна Європа – ця концепція, представлена в 1950 році,[62] яка розрізняє два регіони в Центральній Європі: німецький Західний Центр[de] з імперською традицією Райху та Східний Центр, охоплений різноманітними націями від Фінляндії до Греції, розташованої між великими імперіями Скандинавії, Німеччини, Італії та Радянського Союзу.

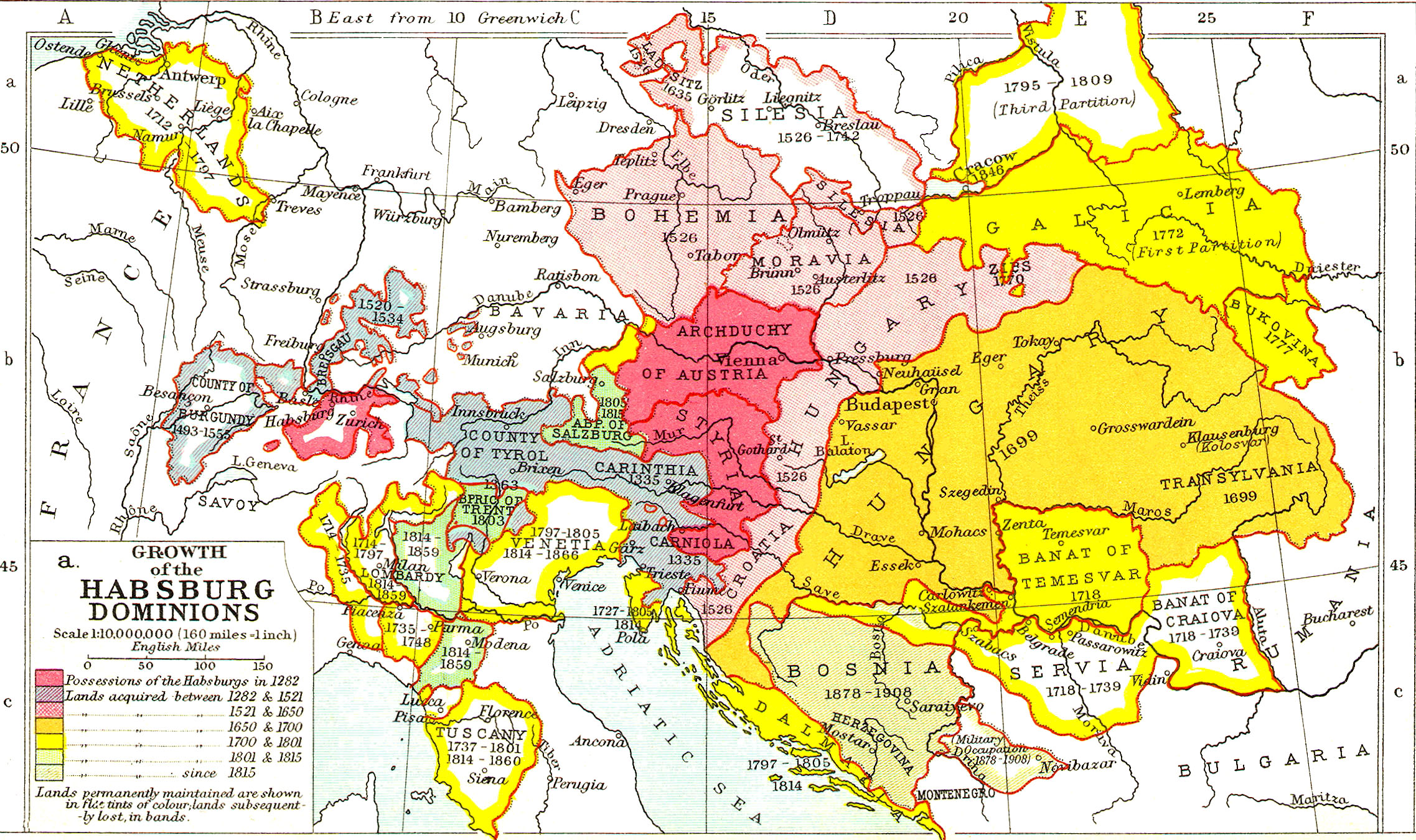
Землі під владою Габсбурґів (розділені між Цислейтанією /під австрійським управлінням і Трансальтанією /під управлінням Угорщини)

- Центральна Європа як територія культурної спадщини Речі Посполитої – українські та литовські історики у співпраці (з 1990 р.) з польськими істориками наполягають на важливості цього поняття.
- Центральна Європа як регіон, пов’язаний із західною цивілізацією з моменту заснування місцевих держав і церков, включаючи такі країни, як Річ Посполита, Хорватське королівство, Священна Римська імперія, пізніше Німецька імперія та Габсбурзька монархія, Угорське королівство та Землі Богемської Корони. У такому розумінні Центральна Європа межує з Російською Федерацією та Південно-Східною Європою, але точну межу регіону визначити важко.
- Землі під владою Габсбурґів (розділені між Цислейтанією /під австрійським управлінням і Трансальтанією /під управлінням Угорщини)Центральна Європа як територія колишньої імперії Габсбурґів – концепція, популярна в регіонах уздовж річки Дунай: Австрія, Чехія та Словаччина, Словенія, значні частини Боснії,[63] Хорватія та Румунія. Крім того, менші частини Польщі, Сербії та України (зокрема Буковина, Галичина та Закарпаття).
- Концепція, яка підкреслює зв’язки Білорусі, Молдови та України з Росією (Московією) і розглядає Російську імперію разом із усім слов’янським православним населенням як одне ціле Східної Європи – такої позиції дотримуються російські історіографи.
- Концепція, яка акцентує увагу на зв'язках із Заходом, особливо з XIX століття та грандіозного періоду звільнення та формування національних держав – ця ідея представлена південно-східними державами, які віддають перевагу розширеній концепції «Східного центру», що виражає їхні зв’язки із західною культурою.

Колишній професор Віденського університету Лонні Р. Джонсон вказує на критерії відмінності Центральної Європи від Західної, Північної, Східної та Південної Європи:
- Одним із критеріїв для визначення Центральної Європи є кордони середньовічних імперій і королівств, які здебільшого відповідають релігійним кордонам між католицьким Заходом і православним Сходом. Язичники Центральної Європи були навернені в католицтво, тоді як у Південно-Східній та Східній Європі вони були переведені в лоно Східної Православної Церкви.
- Багатонаціональні імперії були характерними для Центральної Європи. Угорщина та Польща, малі та середні держави сьогодні, були імперіями на початку своєї історії. Історичне Угорське королівство до 1918 року було втричі більшим за сучасну Угорщину, тоді як Річ Посполита була найбільшою державою в Європі в XVI столітті. В обох цих королівствах проживало багато різних народів.

Він також вважає, що Центральна Європа є динамічним історичним поняттям, а не статичне просторове. Наприклад, значна частина Білорусі та Правобережна Україна сьогодні вважається Східною Європою, але 240 років тому вони входили до складу Речі Посполитої. Дослідження Джонсона про Центральну Європу отримало визнання і позитивні відгуки в науковій спільноті, однак, на думку румунської дослідниці Марії Букур, цей дуже амбітний проєкт страждає від недоліків, які накладає його масштаб (майже 1600 років історії).

### Енциклопедії, географічні довідники, словники

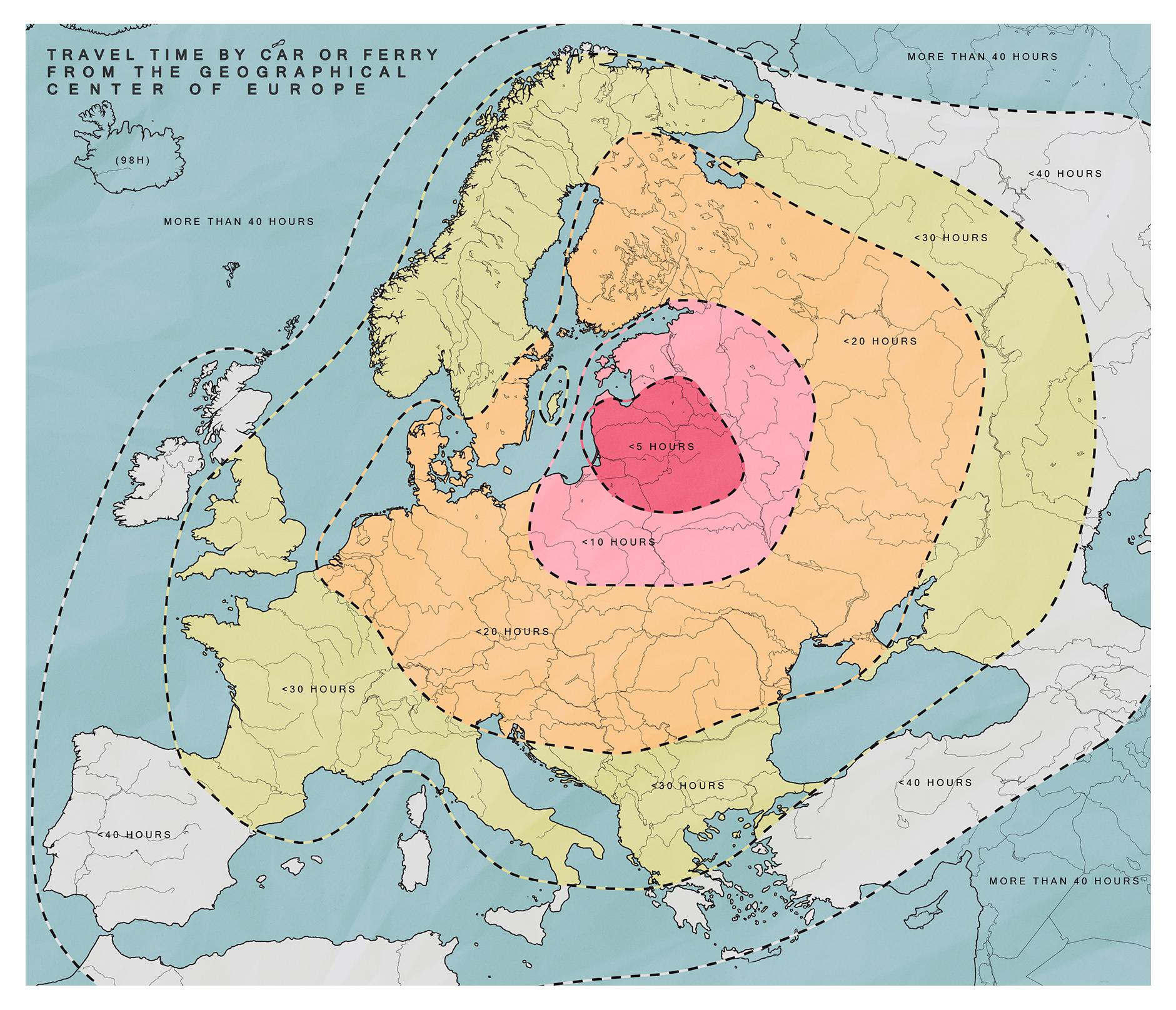
Час в дорозі автомобілем або поромом з географічного центру Європи.

Всесвітня книга фактів  визначає Центральну Європу як: Австрія, Чехія, Німеччина, Угорщина, Ліхтенштейн, Польща, Словаччина, Словенія та Швейцарія. До Колумбійської енциклопедії входять: Австрія, Чехія, Німеччина, Угорщина, Латвія, Литва, Польща, Словаччина та Швейцарія. Хоча в Британській енциклопедії немає жодної статті, яка б визначала Центральну Європу, вона включає в одну чи декілька статей такі країни Центральної Європи: Австрія, Боснія і Герцеговина, Хорватія, Чехія, Німеччина, Угорщина, Польща, Словаччина, Словенія та Швейцарія.
Німецька енциклопедія Meyers Grosses Taschenlexikon 1999 року, визначає Центральну Європу як центральну частину Європи без точних кордонів на сході та заході. Термін переважно використовується для позначення території між Шельдою і Віслою та від Дунаю до Моравських воріт.
Відповідно до Meyers Enzyklopädisches Lexikon, Центральна Європа — це частина Європи, що складається з Австрії, Бельгії, Чехії, Словаччини, Німеччини, Угорщини, Люксембургу, Нідерландів, Польщі, Румунії та Швейцарії, а також північних окраїн Італії та Югославії (північні держави – Хорватія та Словенія), а також північний схід Франції.
Німецький Ständige Ausschuss für geographische Namen (Постійний комітет з географічних назв), який розробляє та рекомендує правила єдиного використання географічних назв, пропонує два набори меж. Перший проходить через міжнародні кордони нинішніх країн. Друга поділяє та включає деякі країни на основі культурних критеріїв. У порівнянні з деякими іншими визначеннями, воно є ширшим, включаючи Люксембург, Естонію, Латвію, а у другому сенсі – частини Білорусі, України, Румунії, Сербії, Італії та Франції.

### Географічний термін
Немає загальної згоди ані щодо того, яка географічна зона становить Центральну Європу, ані щодо того, як далі її географічно поділяти.
Часом термін «Центральна Європа» означає географічне визначення Дунайського регіону в серці континенту, включаючи мовні та культурні області, які сьогодні входять до складу Болгарії, Хорватії, Чехії, Молдови, Польщі, Румунії, Сербії, Словаччини, Словенії, Угорщини, України та зазвичай також Австрії та Німеччини.

### Урядові організації та організації зі стандартизації
Термінологія країн ЄС-11 стосується держав-членів Центральної, Східної та Балтійської Європи, які вступили у 2004 році та пізніше: у 2004 році Чехія, Естонія, Латвія, Литва, Угорщина, Польща, Словенія та Словаччина; у 2007 р. Болгарія, Румунія; і в 2013 році Хорватія.

### Галерея мап

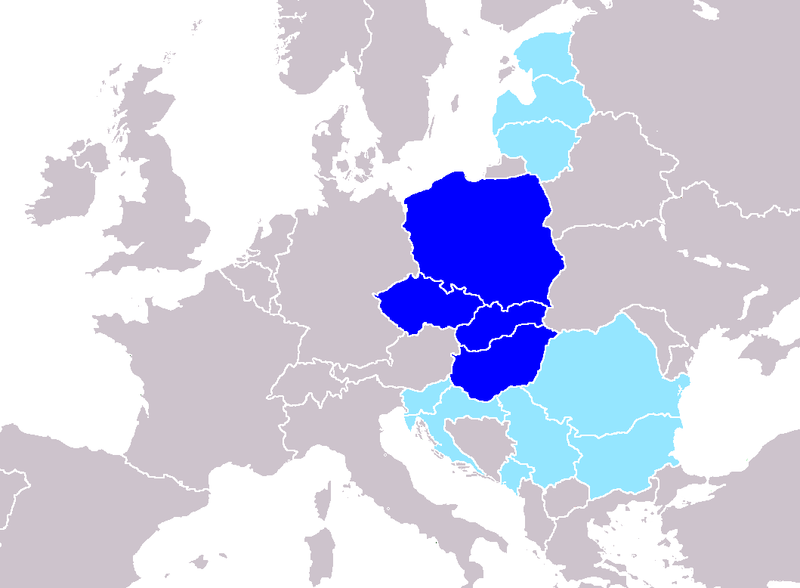
Центральна Європа за Пітером Дж. Катценштейном (1997):    Держави Вишеградської групи в книзі називають Центральною Європою.[72]   Держави, для яких не існує точного, незаперечного способу вирішити, чи є вони частиною Центральної Європи чи ні
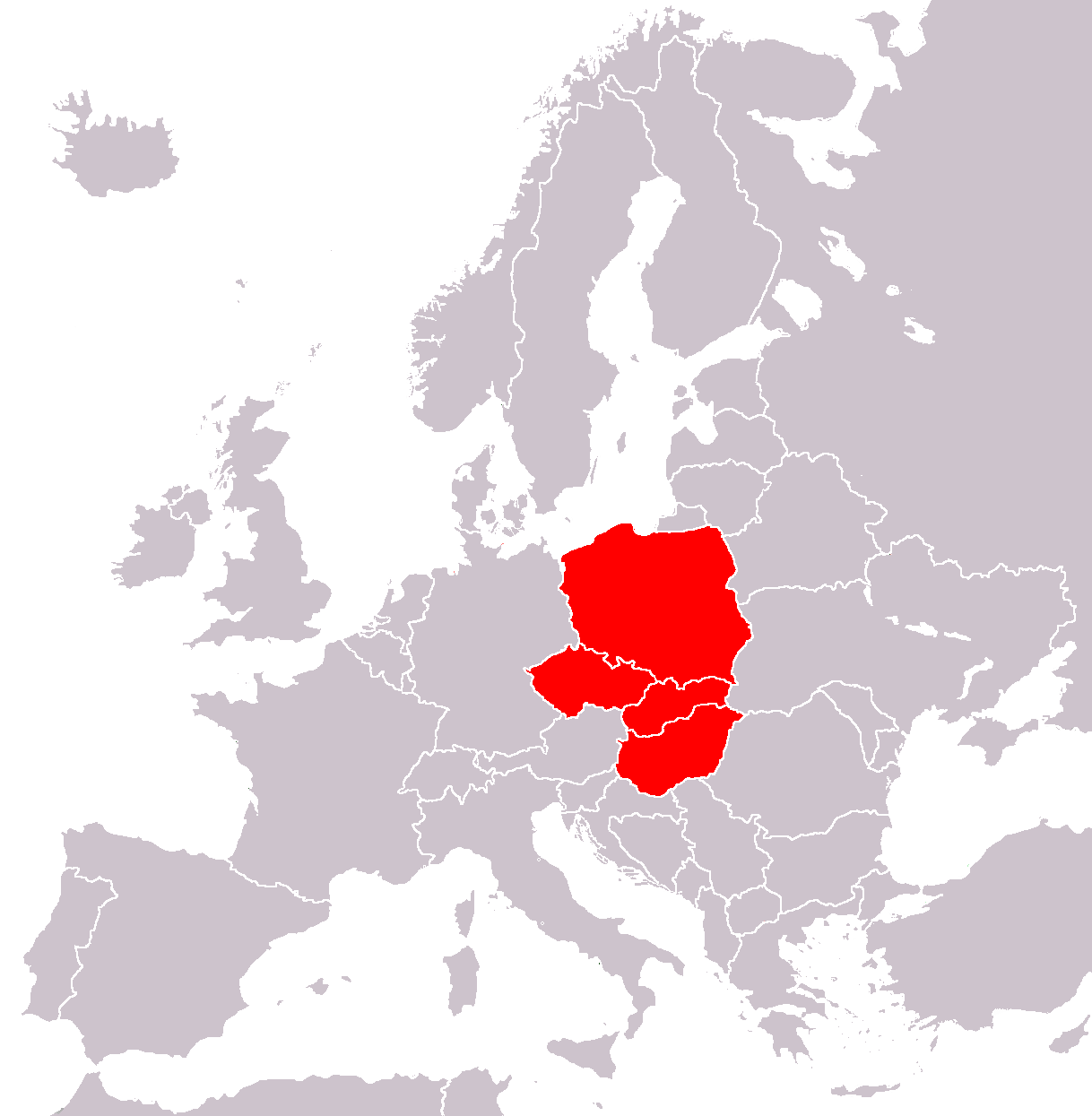
За словами The Economist і Рональда Тірскі, вузьке визначення Центральної Європи означає Вишеградську групу.
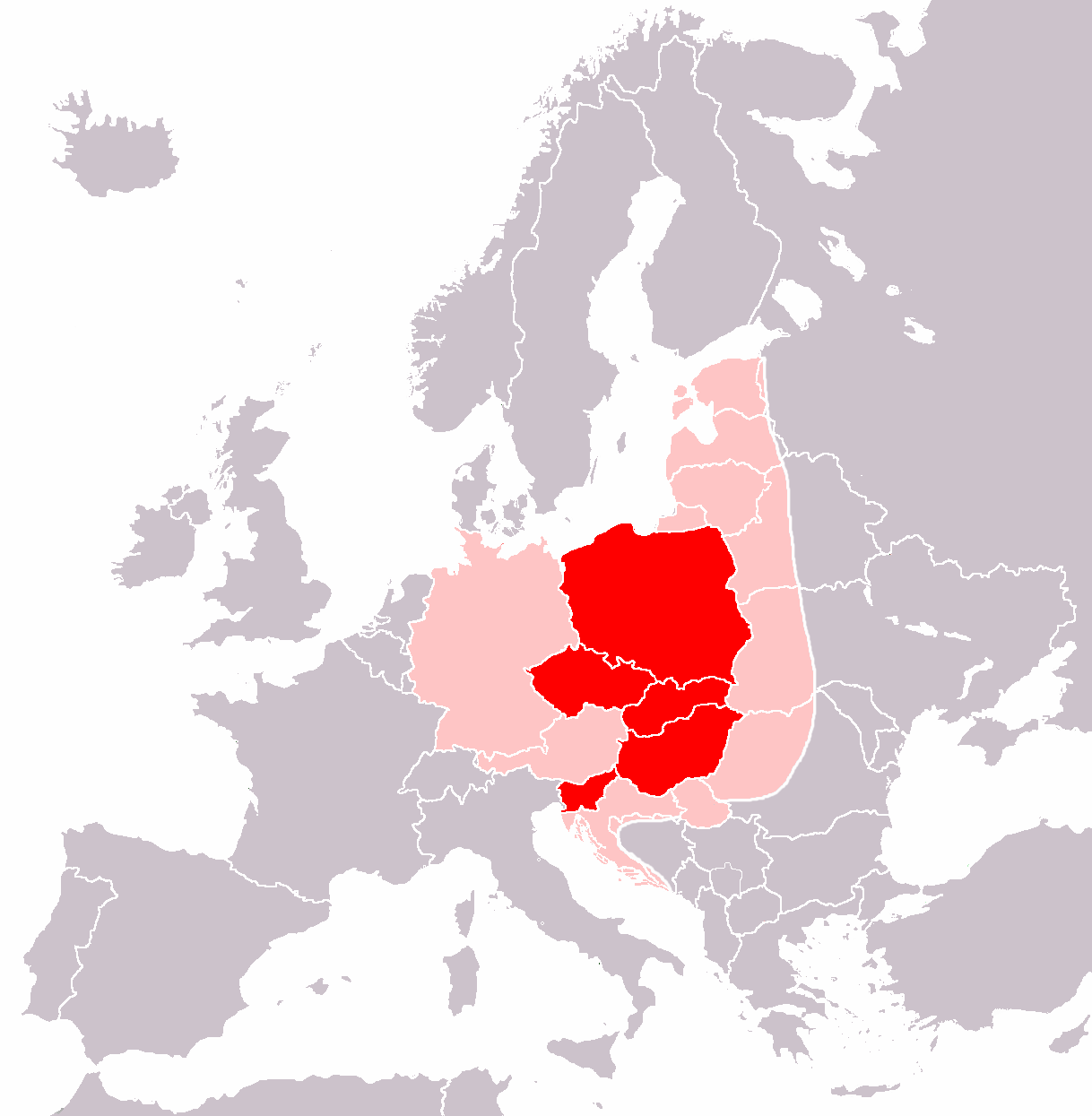
Мапа Центральної Європи, за Лонні Р. Джонсоном (2011):[75]   Держави, які зазвичай вважаються центральноєвропейськими (з посиланням на Світовий банк і ОЕСР)   Держави, які вважаються центральноєвропейськими лише в ширшому розумінні цього терміну
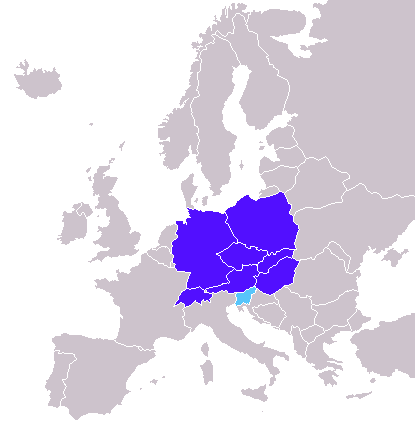
Держави Центральної Європи в Encyclopedia Encarta (2009):[76]    Держави Центральної Європи   Словенія в Південно-Центральній Європі
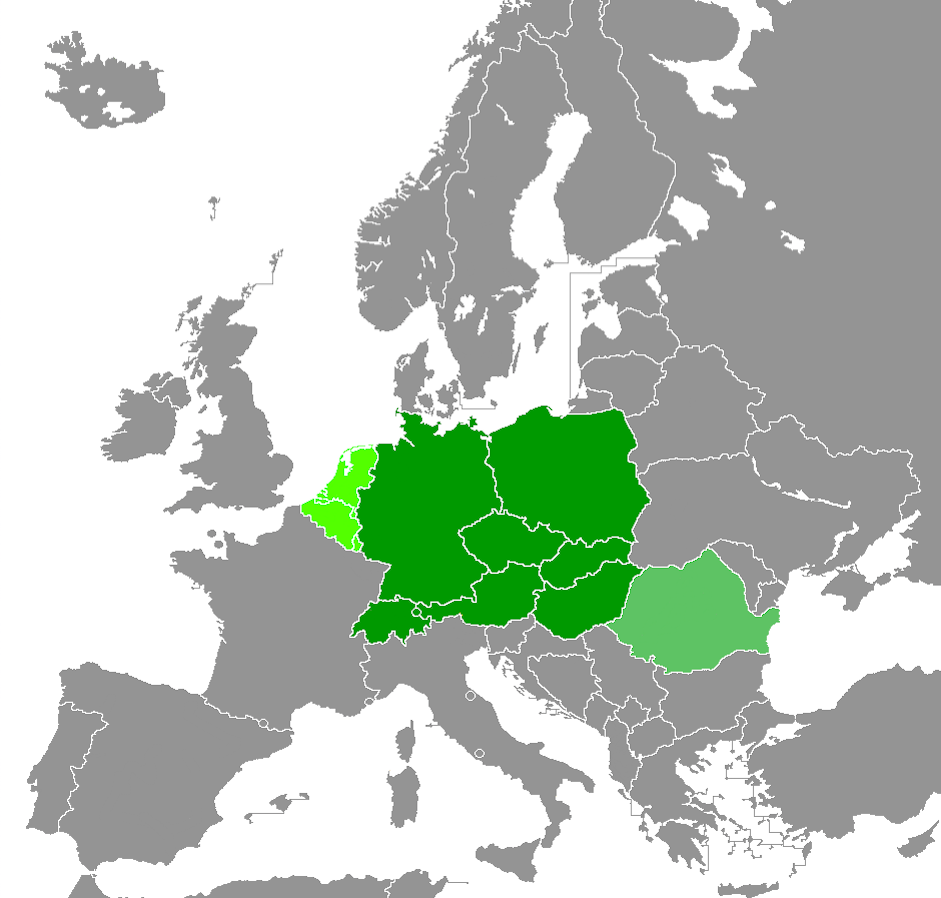
Держави Центральної Європи згідно з Ензиклопедичним лексиконом Меєрса (1999):    Держави, які зазвичай вважаються центральноєвропейськими   Держави Центральної Європи в ширшому розумінні цього терміну   Держави, які іноді вважаються центральноєвропейськими
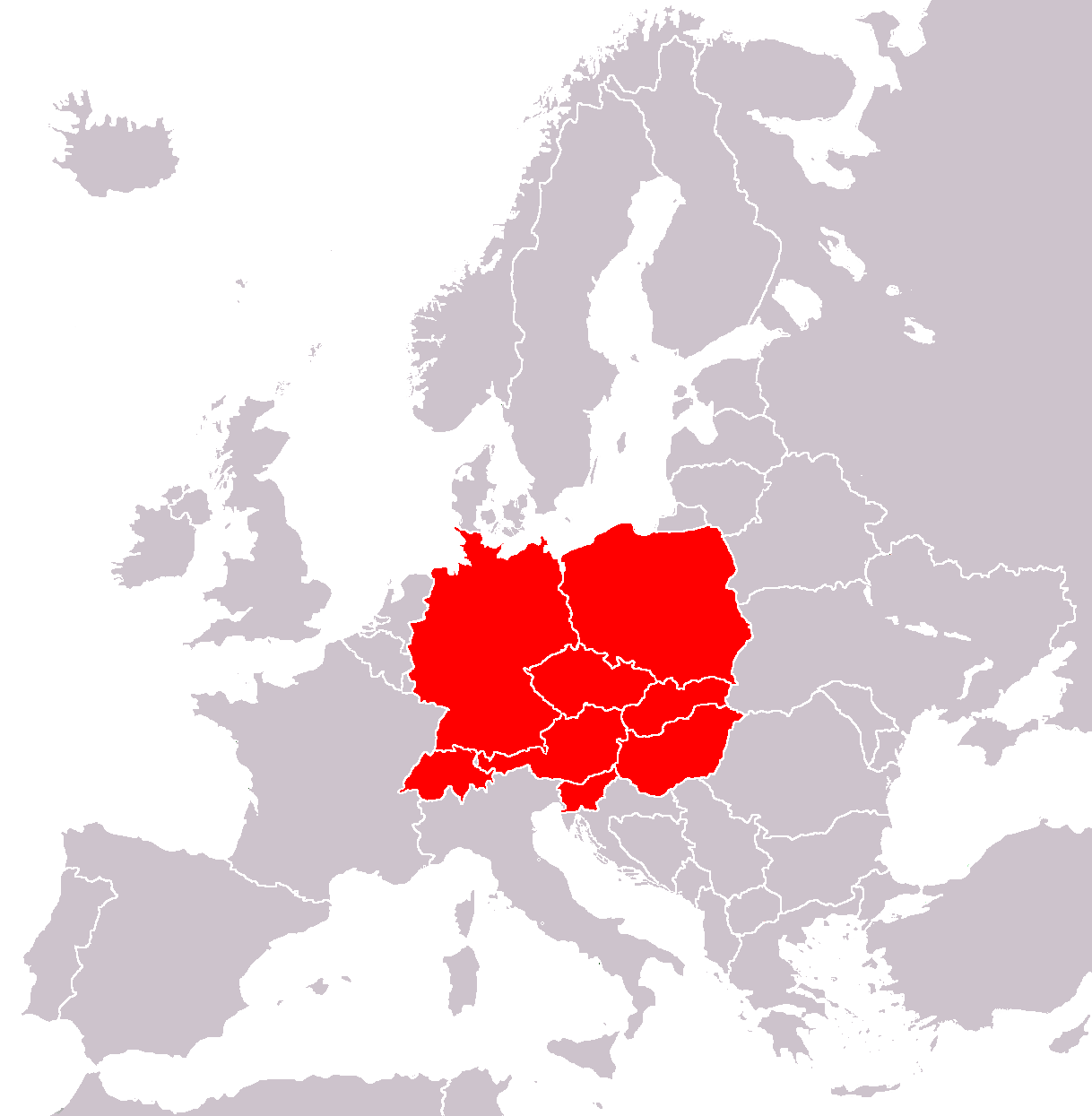
Серединна Європа (Brockhaus Enzyklopädie, 1998)
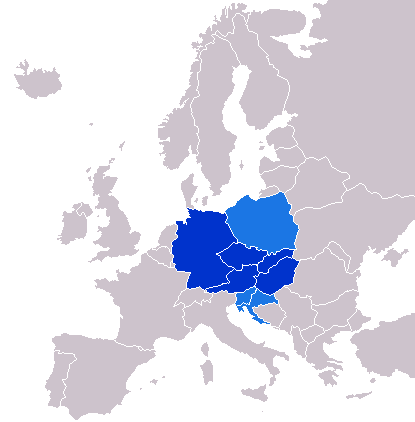
Центральна Європа за словами професорів Університету Свонсі Роберта Біделю та Яна Джеффріса (1998)
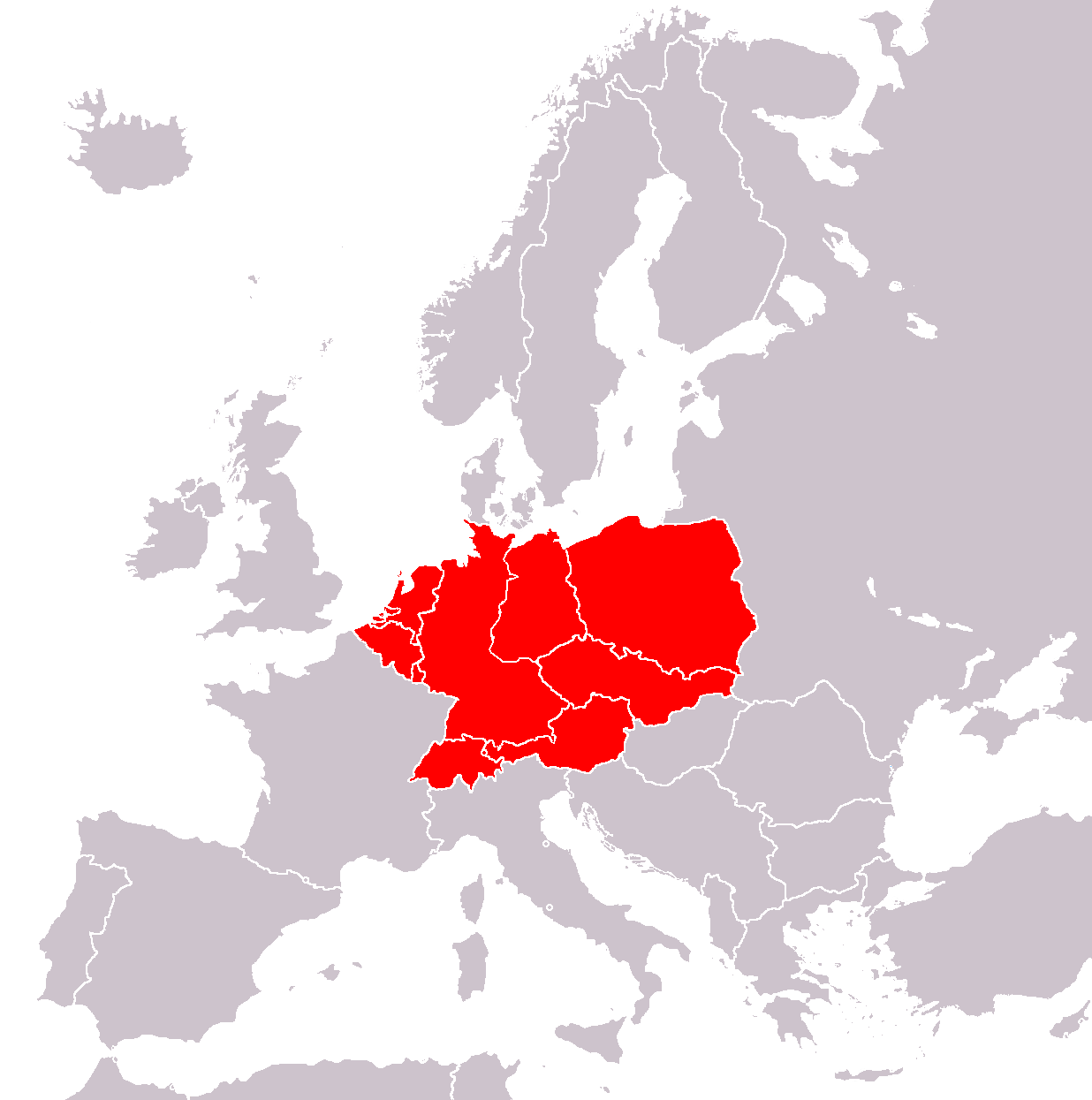
Центральна Європа за визначенням Е. Шенка (1950)
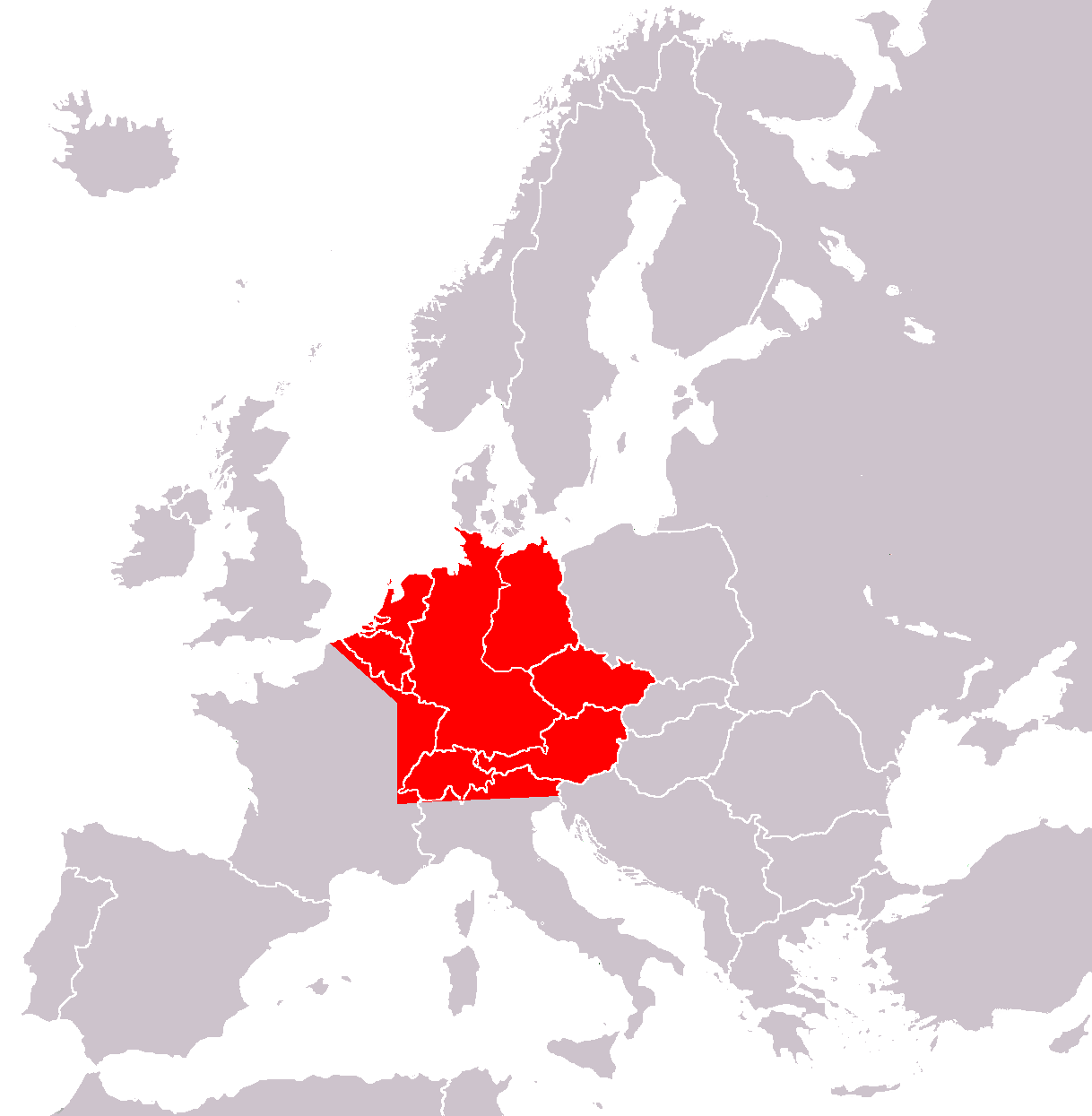
Центральна Європа, за Еліс Ф. А. Муттон у Центральній Європі. Регіональна та людська географія (1961)
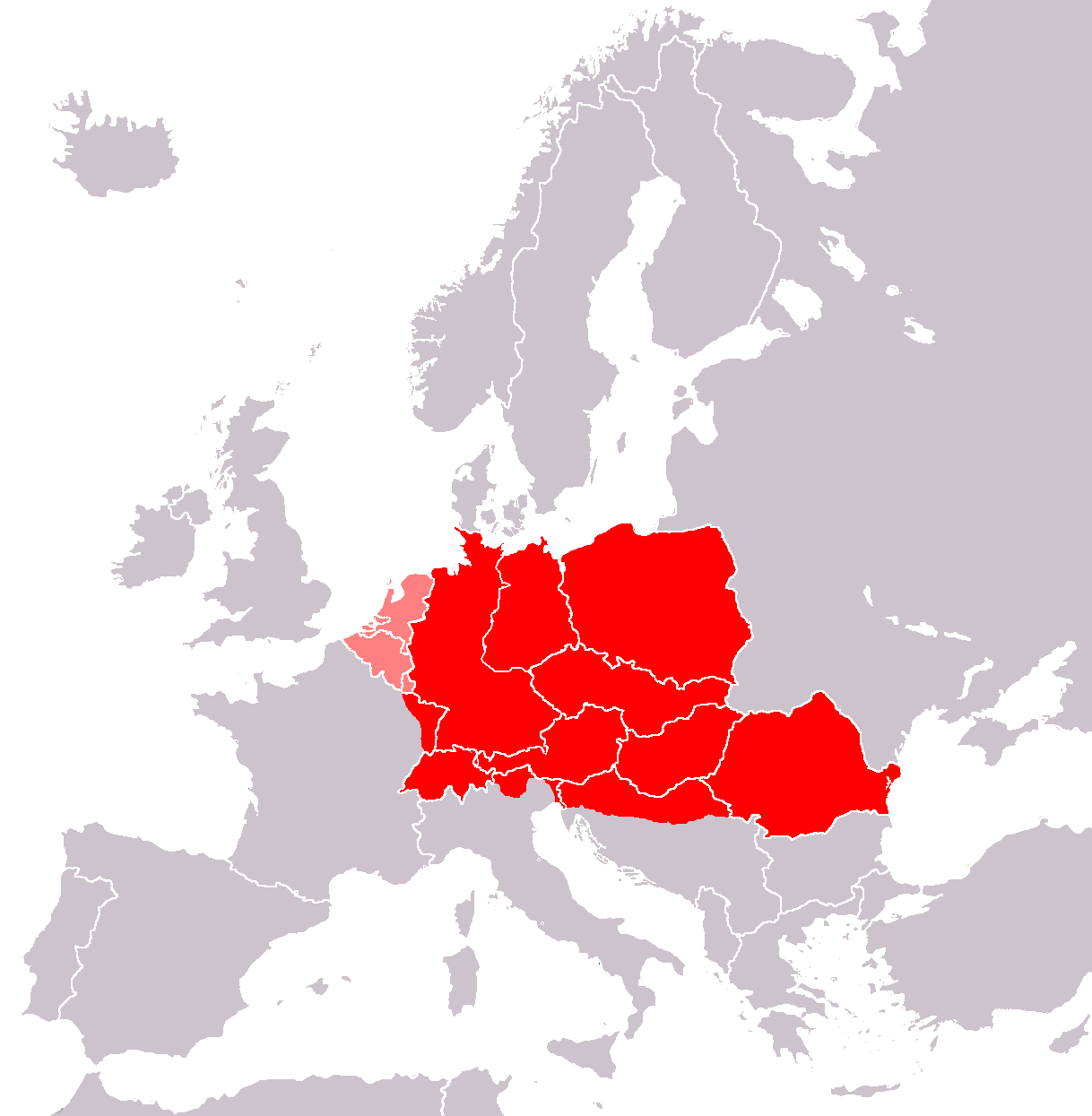
Центральна Європа згідно з Ензиклопедичним лексиконом Меєрса (1980)

## Історія

### Середньовіччя та ранньомодерний період
У ранньому середньовіччі Центральна Європа мала різноманітний ландшафт, де проживали різні етнічні групи. Германські племена, серед яких франки, алемани і баварці, були переважно розташовані на заході, а слов'янські племена переважно на сході. Проте регіон охоплював широкий спектр додаткових племен і громад.
З кінця VI століття до початку IX століття територія, що приблизно відповідає Карпатському басейну, була частиною Аварського каганату, царства паннонських аварів. У той час як авари домінували на сході території сучасної Австрії, її північ і південь перебували під германським і слов’янським впливом відповідно. Тим часом території, що зараз складаються з Німеччини та Швейцарії, перебували під впливом династії Меровінгів, а пізніше династії Каролінгів. Різні слов'янські племена, які населяли східну частину Центральної Європи, створили поселення в цей період, насамперед на території сучасних Хорватії, Чехії, Польщі, Словаччини, Словенії й України. Територію Литви заселяли балтійські племена. Серед них були жемайти, авкштайти та курші.
Священна Римська імперія була заснована на рубежі IX століття після коронації Карла Великого папою Левом III. На початку свого заснування він об’єднував сучасну Німеччину та сусідні регіони, включаючи частини нинішньої Австрії, Чехії, Словенії та Швейцарії. Через три десятиліття Велика Моравія з центром у сучасних Чехії та Словаччині стала однією з перших західнослов’янських держав, заснованих у Центральній Європі. Наприкінці XIX століття угорські племена, що походили з Уральських гір і Західного Сибіру, оселилися в Карпатському басейні та заснували Угорське князівство.
Найдавнішу зафіксовану концепцію Європи як культурної сфери (замість простого географічного терміну) сформував Алкуїн Йоркський наприкінці VIII століття під час Каролінгського Відродження, обмежуючись територіями, де на той час сповідувалося західне християнство. «Європа» як культурний термін не охоплював значну частину територій, де Східна православна церква була панівною релігією до XIX століття.

Після християнізації різних центральноєвропейських держав у регіоні з’явилися елементи культурної єдности, зокрема католицтва та латинської мови. Східна Європа залишалася східно-православною, і в ній переважав візантійський культурний вплив. Після Східно-Західного розколу в 1054 році значні частини Східної Європи розвинули культурну єдність і опір католицькій Західній і Центральній Європі в рамках Східної Православної Церкви, церковнослов'янської мови та кирилиці.

Франкська імперія
Східне Франкське королівство у 843 році
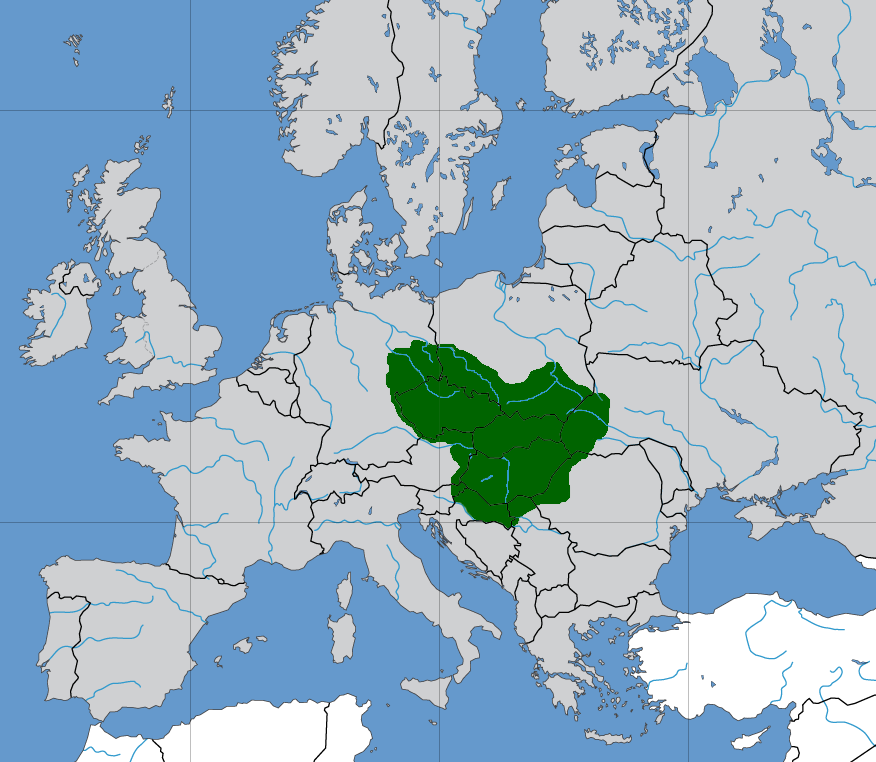
Велика Моравія під час правління Святополка І (870–894)
Герцогство Польське задинастії П'ястів в 1000 році
Богемське князівство в 1000 році
Німецьке королівство в 1004 році
Угорське королівство в 1190 році
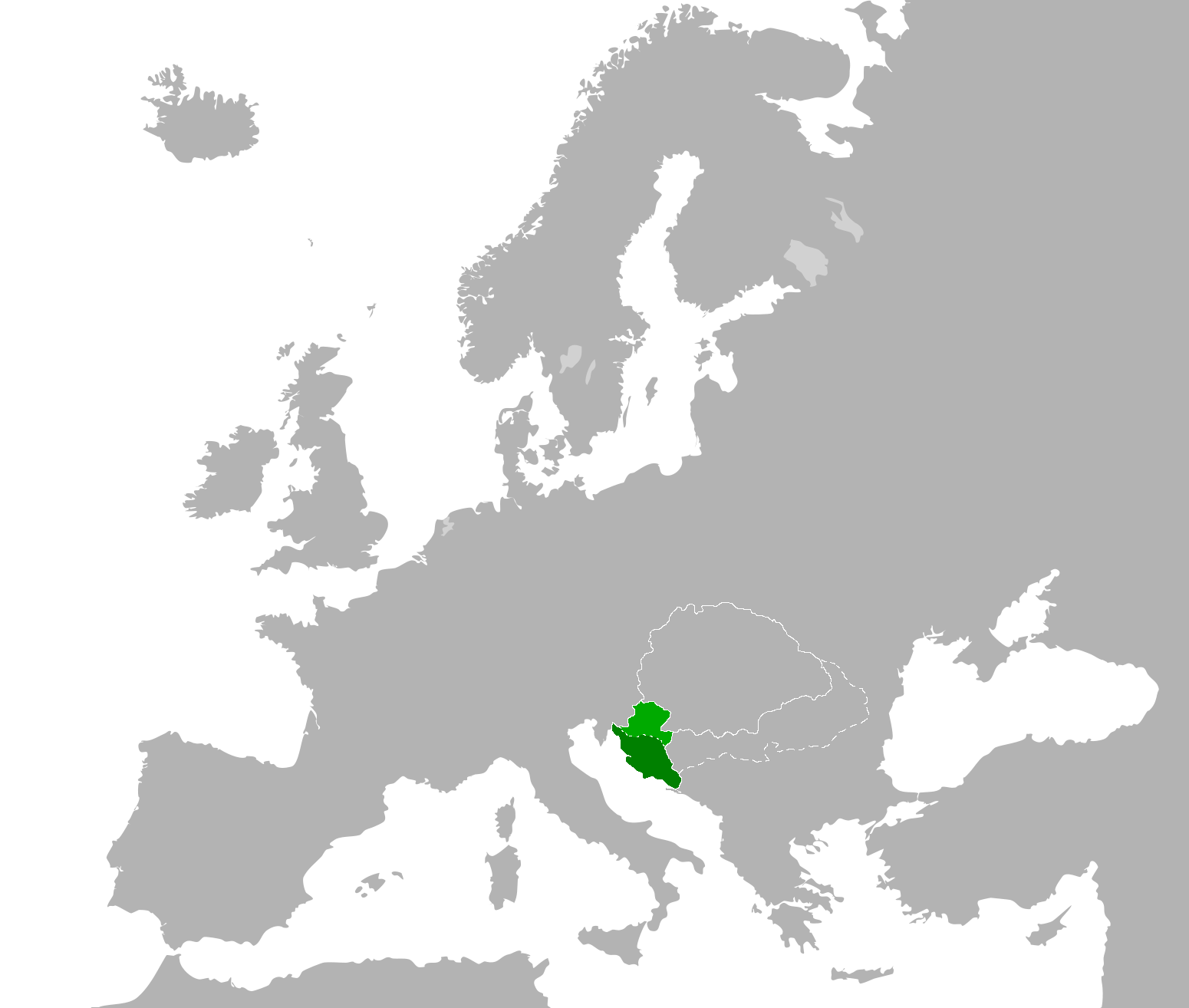
Королівство Хорватія в 1260 році
Священна Римська імперія в 1600 році
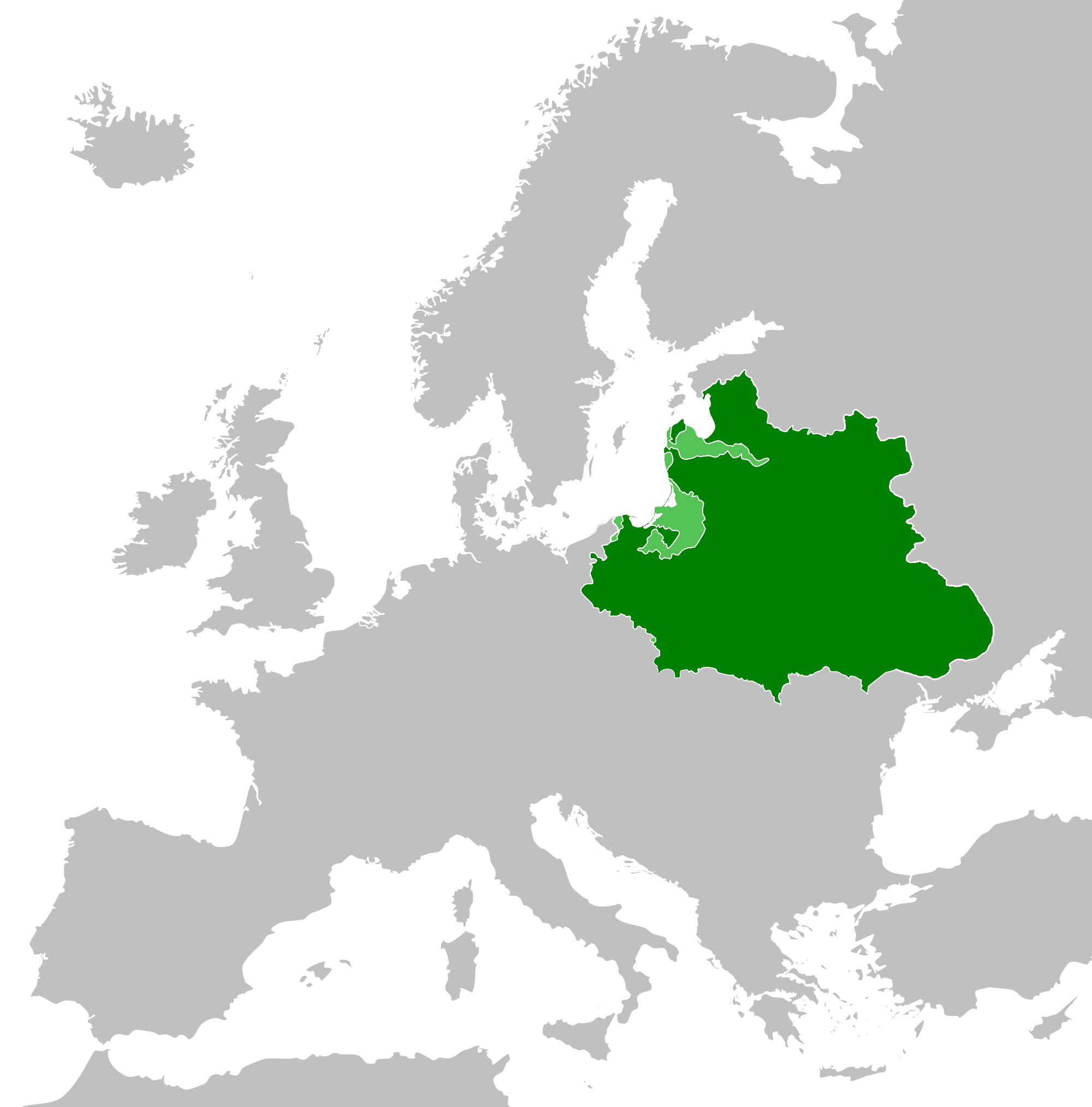
Річ Посполита в 1619 році

За словами історика Єно Шуча, наприкінці першого тисячоліття Центральна Європа зазнала впливу західноєвропейських подій. Шуч стверджував, що між XI і XV століттями християнізація не тільки вплинула на культуру в Центральній Європі, але й на соціальні особливості. Ключовим словом суспільного розвитку Заходу після зламу тисячоліть стало поширення маґдебурзького права на деякі міста та містечка Західної Європи. Вони почали поширюватися в середині XIII століття в державах Центральної Європи до Дніпра.
У 1335 році королі Польщі, Богемії, Угорщини та Хорватії зустрілися в замку Вишеград і домовилися про тісну співпрацю в галузі політики та торгівлі, надихнувши на сторення Вишеградської групи після холодної війни.
У 1386 році Ягайло, Великий князь Литовський, прийняв християнство (зокрема католицтво) і згодом став королем Польщі через шлюб із королевою Польщі Ядвігою. Це поклало початок християнізації Литви. Результатом також стала Кревська унія, що означала персональну унію між Великим князівством Литовським і Королівством Польським. Об'єднання поклало початок тривалій політичній унії між двома утвореннями та заклала основи для подальшого створення Речі Посполитої в 1569 році.
Між XV і початком XVI століть Королівство Хорватія, яке на той час перебувало в персональній унії з Королівством Угорщина, служило важливими морськими воротами в Центральну Європу, а його порти полегшували ключові торговельні шляхи між Центральною Європою та Середземномор’ям. У цей час Рагузька республіка стала визначним центром культурного обміну. Після османських і габсбурзьких воєн XVI і XVII століть Королівство Хорватія під правлінням Габсбурґів почало відновлювати свої позиції як важливий торговельний шлях, відновлюючи порти та пожвавлюючи комерційну діяльність.

### Перед першою світовою війною

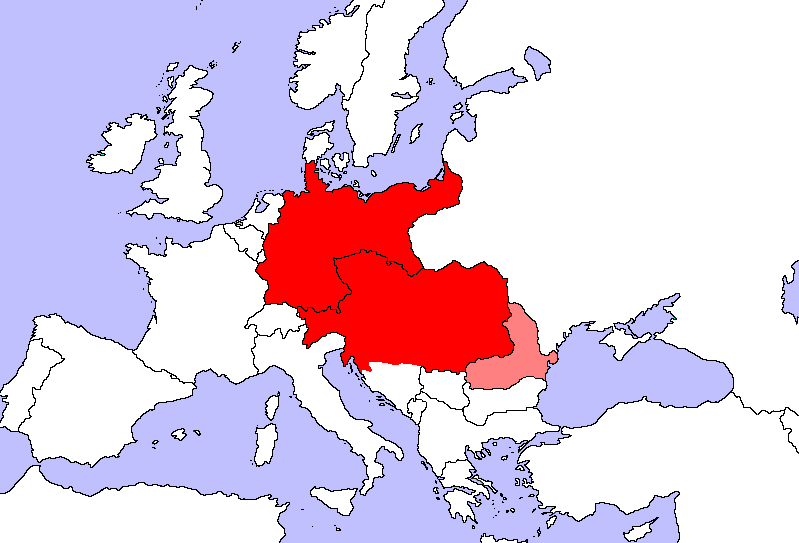
Погляд на Центральну Європу з часів до Першої світової війни (1902):
Держави та регіони Центральної Європи: Німеччина та Австро-Угорщина (без Боснії та Герцеговини та Далмації)
Регіони, розташовані на переході між Центральною та Південно-Східною/Східною Європою: Румунія

До 1870 року індустріалізація, яка розпочалась у Північно-Західній і Центральній Європі та Сполучених Штатах, не поширювалася суттєво на решту світу. Навіть у Східній Європі індустріалізація значно відставала. Російська імперія, наприклад, залишалася переважно сільською та сільськогосподарською, а її самодержавні правителі тримали селян у кріпацтві. Концепція Центральної Європи була відома ще на початку XVIII століття, але вона стала об’єктом інтенсивного інтересу лише в XIX столітті. Перша концепція змішувала науку, політику та економіку – вона була тісно пов’язана з прагненнями німецьких держав домінувати над частиною європейського континенту під назвою Mitteleuropa. У Франкфуртському парламенті, який було створено після березневої революції 1848 року, існувало багато ідей щодо інтеграції німецькомовних територій, у тому числі mitteleuropäische Lösung (Центральноєвропейське рішення), яке пропагувала Австрія, яка прагнула об’єднати менших німецькомовних держав із багатонаціональною імперією Габсбурґів, але їй протистояли Пруссія та інші. Імперіалістична ідея Mitteleuropa також стала популярною в Німецькій імперії, яка переживала мала економічне зростання. Цей термін був використаний, коли Союз німецьких залізничних адміністрацій встановив часовий пояс Mitteleuropäische Eisenbahn-Zeit (Центральноєвропейський залізничний час), який застосовувався залізницями з 1 червня 1891 року, а згодом був широко прийнятий у цивільному житті, таким чином назва часового поясу скорочено до сучасного середньоєвропейського часу.
Німецький термін, що позначав Центральну Європу, був настільки модним, що інші мови почали називати його, коли вказували на території від Рейну до Вісли або навіть Дніпра та від Балтійського моря до Балкан. Приклад такого бачення Центральної Європи можна побачити в книзі Джозефа Парча 1903 року.
21 січня 1904 року в Берліні було засновано Mitteleuropäischer Wirtschaftsverein (Центральноєвропейська економічна асоціація), головною метою якої була економічна інтеграція Німеччини та Австрії (з подальшим розширенням на Швейцарію, Бельгію та Нідерланди). Термін Центральна Європа став пов’язуватися з німецькими планами політичного, економічного та культурного панування. «Біблією» цієї концепції стала книга Фрідріха Наумана Mitteleuropa, у якій він закликав до створення економічної федерації після Першої світової війни. Науман запропонував федерацію з Німеччиною та імперією Габсбурґів як її центром, що зрештою об’єднає всі зовнішніх європейських націй через економічне процвітання. Концепція провалилася після поразки Німеччини в Першій світовій війні. Відродження ідеї можна спостерігати в епоху Гітлера.

### Міжвоєнний період
Міжвоєнний період приніс нову геополітичну систему, а також економічні та політичні проблеми, а концепція Центральної Європи набула іншого характеру. Центр інтересів перемістився на її східну частину – зокрема до держав, які (знову) з’явилися на карті Європи. Центральна Європа перестала бути територією німецьких прагнень, а стала територією різноманітних інтеграційних рухів, спрямованих на вирішення політичних, економічних та національних проблем «нових» держав для протистояння німецькому та радянському тиску. Однак конфлікт інтересів був надто великим, і ідеї Малої Антанти та Міжмор’я не принесли успіху. Угорський історик Адам Маґда писав у своєму дослідженні «Версальська система та Центральна Європа» (2006): «Сьогодні ми знаємо, що прокляттям Центральної Європи була Мала Антанта, військова унія Першої Чехословацької Республіки, Румунського королівства та Королівства Сербів, Хорватів і Словенців (пізніше Югославія), створена у 1921 році не для співпраці з Центральною Європою чи для боротьби з німецькою експансією, а в хибному сприйнятті уявлення про те, що абсолютно безсила Угорщина повинна бути стримана». Події, що передували Другій світовій війні в Європі, включно з так званою зрадою Заходу / Мюнхенською угодою, значною мірою сприяли зростанню націоналізму та етноцентризму, які були характерними для того періоду.
Міжвоєнний період приніс нові елементи в концепцію Центральної Європи. До Першої світової війни вона охоплювала переважно німецькомовні держави, а ненімецькомовні території були територією для німецького домінування – німецьке лідерство мало бути «природним» результатом економічного домінування. Післявоєнна східна частина Центральної Європи була поставлена в центр концепції. Тоді ідеєю зацікавилися науковці: Міжнародний історичний конгрес у Брюсселі 1923 року був присвячений Центральній Європі, а конгрес 1933 року продовжив дискусії.
Згідно з Еммануелем де Мартонне, у 1927 році Центральна Європа охоплювала Австрію, Чехословаччину, Німеччину, Угорщину, Польщу, Румунію та Швейцарію, північну Італію та північну Югославію. Автор використовує як людські, так і фізико-географічні особливості для визначення Центральної Європи, але він не бере до уваги правовий розвиток чи соціальний, культурний, економічний та інфраструктурний розвиток у цих держав.

### Серединна Європа
З розпадом Священної Римської імперії приблизно в 1800 році відбулася консолідація влади між Габсбурґами та Гогенцоллернами як двома основними державами в регіоні. Вони мали багато спільного і час від часу співпрацювали в різних каналах, але частіше змагалися. Одним із підходів у різних спробах співпраці була концепція набору передбачуваних спільних рис та інтересів, і ця ідея призвела до перших дискусій про Mitteleuropa в середині XIX століття. Цю концепцію підтримували Фрідріх Ліст і Карл Людвіґ Брук. Ця концепція ґрунтувалася переважно на економічних питаннях.
Mitteleuropa є історичною концепцією або сучасним німецьким визначенням Центральної Європи. Як історичне поняття, німецький термін Mitteleuropa (або його дослівний переклад Серединна Європа) є неоднозначним німецьким поняттям. Іноді воно використовується для позначення території, дещо більшої за більшість концепцій «Центральної Європи». За словами Фріца Фішера, Mitteleuropa була схемою в епоху Райху 1871–1918 років, за допомогою якої старі імперські еліти нібито прагнули побудувати систему німецького економічного, військового та політичного панування від північних морів до Близького Сходу та від Низовини через степи Російської імперії до Кавказу. Пізніше професор Фріц Епштейн стверджував, що загроза слов’янського «Drang nach Westen» (експансії на Захід) була головним фактором у появі ідеології Mitteleuropa ще до того, як Рейх 1871 року взагалі виник.
У Німеччині це значення також іноді пов’язували з довоєнними німецькими провінціями на схід від лінії Одер-Нейсе.
Термін «Mitteleuropa» викликає у деяких людей негативні історичні асоціації, хоча німці тоді не відігравали виключно негативної ролі в регіоні. Більшість євреїв Центральної Європи сприйняли освічену німецьку гуманістичну культуру XIX століття. Євреї Центральної Європи рубежу XX століття стали представниками того, що багато хто вважає центральноєвропейською культурою в її найкращому прояві, хоча нацистська концепція «Mitteleuropa» прагнула знищити цю культуру. Термін «Mitteleuropa» широко використовується в німецькій освіті та ЗМІ без негативного значення, особливо після кінця падіння комунізму. Багато людей з нових земель Німеччини нових земель Німеччини не ідентифікують себе частиною Західної Європи і тому віддають перевагу терміну «Mitteleuropa».

### Під час Другої світової війни
Під час Другої світової війни Центральна Європа була в основному окупована нацистською Німеччиною. Багато районів були зоною боїв і були спустошені. Масове вбивство євреїв позбавило населення багатьох їхніх багатовікових поселень або поселило там інших людей, а їх культура була знищена. І Адольф Гітлер, і Йосип Сталін діаметрально протистояли багатовіковим габсбурзьким принципам «живи і дай жити» щодо етнічних груп, народів, меншин, релігій, культур і мов, і намагалися насидити власні ідеології та інтереси влади в Центральній Європі. Існували різні плани союзників щодо державного устрою в Центральній Європі на післявоєнний період. У той час як Сталін намагався отримати під свій контроль якомога більше держав, Вінстон Черчилль віддавав перевагу Центральноєвропейській Дунайській конфедерації, щоб протистояти Німеччині та Росії. Існували також плани приєднання Баварії та Вюртемберга до Австрії. Отто фон Габсбург намагався звільнити Австрію, Чехословаччину, Угорщину та північну Югославію (зокрема території сучасних Хорватії та Словенії) від впливу та контролю з боку нацистської Німеччини та СРСР. Існували різні міркування щодо запобігання німецької та радянської влади в Європі після війни. Ідея Черчилля досягти району навколо Відня раніше росіян через операцію з Адріатики не була схвалена начальниками штабів західних союзників. Внаслідок військової ситуації наприкінці війни плани Сталіна взяли гору, і значна частина Центральної Європи опинилася під контролем Кремля.

### Залізна завіса

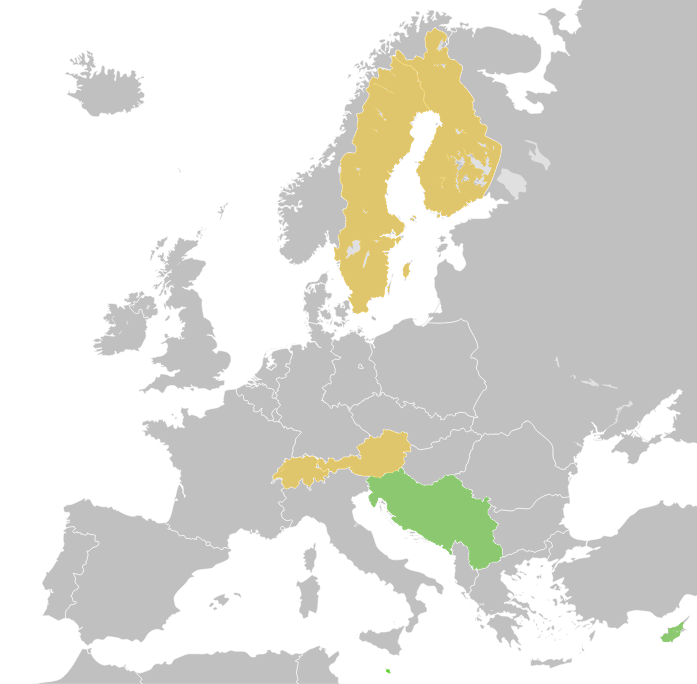
Нейтральні та неприєднані європейські держави під час холодної війни:
Нейтральні: Австрія, Фінляндія, Швеція та Швейцарія
Рух неприєднання: Кіпр, Мальта та Югославія

Після Другої світової війни частина Центральної Європи стала частиною Східного блоку. Кордон між двома блоками отримав назву «залізна завіса». Австрія, Швейцарія та Югославія зберігали нейтралітет.
Період після Другої світової війни приніс припинення досліджень Центральної Європи в державах Східного блоку. З іншого боку, ця тема стала популярною в Західній Європі та Сполучених Штатах, більшість досліджень проводили іммігранти з Центральної Європи. Після падіння комунізму публіцисти та історики в Центральній Європі, особливо антикомуністична опозиція, повернулися до своїх досліджень.
За словами Карла А. Зіннхубера (Центральна Європа: Серединна Європа: Європа Центральна: Аналіз географічного терміну) більшість держав Центральної Європи не змогли зберегти свою політичну незалежність і стали радянськими сателітами. Окрім Австрії, Швейцарії та Югославії, лише маргінальні європейські держави Кіпр, Фінляндія, Мальта та Швеція певною мірою зберегли свій політичний суверенітет, залишившись поза будь-якими військовими блоками в Європі.
Падіння залізної завіси між Австрією та Угорщиною під час пан’європейського пікніка 19 серпня 1989 року спричинило мирну ланцюгову реакцію, у результаті якої Східна Німеччина приєдналася до Західної Німеччини, а Східний блок розпався. Це був найбільший потік руху зі Східної Німеччини з моменту побудови Берлінського муру в 1961 році. Після пан’європейського пікніка, заснованого на ідеї Отто фон Габсбурга, щоб перевірити реакцію Радянського Союзу і  генерального секретаря ЦК КПРС Михайла Горбачова на відкриття кордону, десятки тисяч східних німців, проінформованих ЗМІ, вирушили до Угорської Народної Республіки. Керівництво Східної Німеччини в Східному Берліні не наважилося повністю перекрити кордони власної держави, а Радянський Союз взагалі ніяк не відповів. Це зламало дужку Східного блоку, і Центральна Європа згодом звільнилася від комунізму.

### Ролі
За словами американського професора Рональда Тірскі, саміт 1991 року у Вишеграді, в якому взяли участь президенти Чеської і Словацької Федеративної Республіки, Угорщини та Польщі, тоді сприймали як великий прорив у центральноєвропейській співпраці. Вишеградська група стала засобом координації шляху Центральної Європи до Європейських Спільнот.
Американський професор Пітер Йоахим Катценштейн описав Центральну Європу як проміжну станцію в процесі європеїзації, що позначає процес трансформації держав Вишеградської групи різними, хоча й порівнянними способами. За його словами, у сучасному публічному дискурсі Німеччини «центральноєвропейська ідентичність» означає цивілізаційний розкол між католицтвом і східним православ’ям. Він стверджував, що немає точного визначення Центральної Європи і що регіон може включати навіть Болгарію, Естонію, Латвію та Сербію.

## Географія
Географія визначає природні кордони Центральної Європи з сусідніми регіонами на півночі через Балтійське море, а саме Північну Європу (або Скандинавію), і на південь через Альпи, Апеннінський півострів і Балканський півострів через лінія Соча – Крка – Сава – Дунай. Кордони із Західною та Східною Європою географічно менш визначені, і з цієї причини культурні та історичні кордони легше мігрують із заходу на схід, ніж з півдня на північ. Річка Рейн, яка протікає з півдня на північ через Західну Німеччину, є винятком.
Тисо-Дунайська низовина простягається на території таких держав: Австрії, Хорватії, Угорщини, Румунії, Сербії, Словаччини та Словенії, а також окремих регіонів Боснії та Герцеговини й України («перипаннонські держави»).
На південь від Східних Альп (що охоплюють Австрію, Німеччину, Італію, Ліхтенштейн, Словенію та Швейцарію), Динарські Альпи простягаються на 650 кілометрів уздовж узбережжя Адріатичного моря (північний захід-південний схід), від Юлійських Альп на північному заході вниз до масиву Шар-Кораб, північ–південь. За даними Вільного університету Берліна, цей гірський ланцюг класифікується як південно-центральноєвропейський. Італійське місто Трієст у цій місцевості, наприклад, однозначно є città mitteleuropea. Особливо тому, що він лежить на стику між латинською, слов’янською, германською, грецькою та єврейською культурами з одного боку та географічним регіоном Середземномор’я та Альп – з іншого.
Центральноєвропейський регіон флори простягається від Центральної Франції (Центральний масив) до Північних Балкан, Центральної Румунії (Карпати) і Південної Скандинавії.

## Демографія

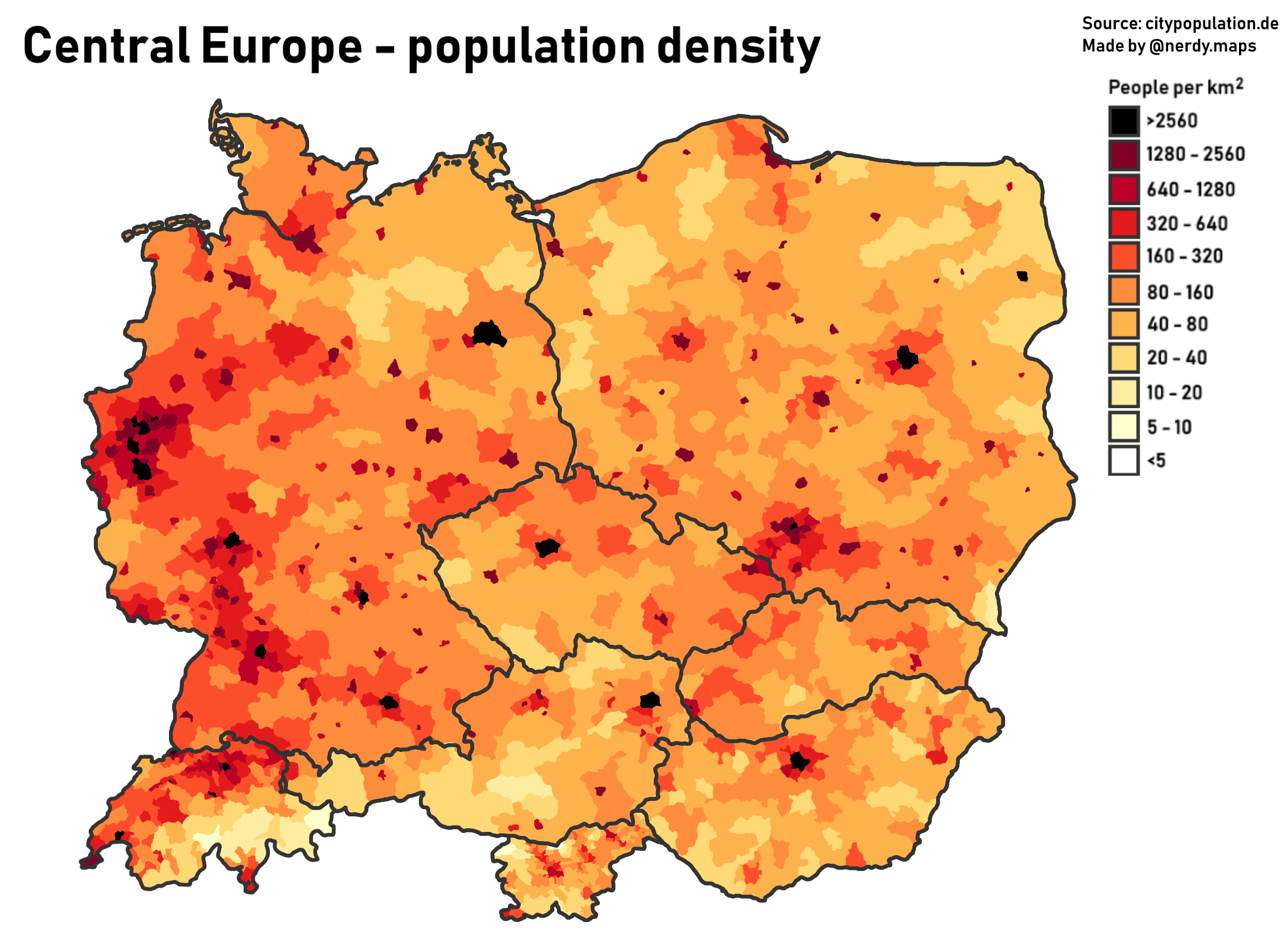
Щільність населення країн Центральної Європи.

Щільність населення (осіб на км ^{2}) за державами.

Центральна Європа є одним із найбільш густонаселених регіонів континенту. Цей регіон включає держави різного розміру, починаючи від крихітного Ліхтенштейну і закінчуючи Німеччиною, другою за чисельністю населення європейською країною. Демографічні показники для держав, які повністю розташовані в межах поняття Центральної Європи («основні країни»), становлять близько 173 мільйонів осіб, з яких близько 82 мільйонів є жителями Німеччини. Інше населення включає: Польща з приблизно 38,5 млн жителів, Чехія з 10,5 млн, Угорщина з 10 млн, Австрія з 8,8 млн., Швейцарія з 8,5 млн, Словаччина з 5,4 млн., Хорватія з 4,3 млн., Литва з 2,9 млн., Словенія з 2,1 млн. і Ліхтенштейн трохи менше 40,000.
Якщо до демографічного корпусу включити менші, західні та східні історичні частини Центральної Європи (зокрема Буковину, Волинь, Галичину, Закарпаття та Трансільванію), до загальної кількості також буде додано ще 20 мільйонів людей різних національностей, що перевищить 200 мільйонів людей.

## Економіка

### Валюти
Зараз членами єврозони є Австрія, Хорватія, Німеччина, Литва, Словаччина та Словенія. Чехія, Угорщина та Польща використовують власні валюти (крону, форинт, злотий), але зобов’язані прийняти євро в майбутньому. Швейцарія використовує власну валюту (швейцарський франк), як і Сербія (динар) і Румунія (румунський лей).

### Індекси розвитку

#### Індекс людського розвитку
| Дуже високий | Низький  |
| Високий      | Невідомо |
| Середній     |          |

Мапа світу за квартилями індексу людського розвитку за 2013 рік:

У 2018 році Швейцарія очолила список ІЛР серед держав Центральної Європи, а також посіла друге місце у світі. Сербія завершила список на 11 місці (67 у світі).

#### Глобалізація

Мапа, що показує оцінку за Індекс глобалізації KOF.

Індекс глобалізації в державах Центральної Європи (дані за 2016 рік): Швейцарія також очолила цей список (№1 у світі).

#### Індекс процвітання
Індекс процвітання демонструє середній і високий рівень добробуту в Центральній Європі (дані за 2018 рік). Швейцарія очолила рейтинг (№4 у світі).

#### Корупція
| Оцінка вище 89 Оцінка з 80 по 89 Оцінка з 70 по 79 Оцінка з 60 по 69 Оцінка з 50 по 59 Оцінка з 40 по 49 | Оцінка з 30 по 39 Оцінка з 20 по 29 Оцінка з 10 по 19 Оцінка менше 10 Дані недоступні |

Мапа, що показує держави та території відповідно до Індексу сприйняття корупції 2023 року, у висхідному порядку:

Більшість держав Центральної Європи, як правило, мають показники вище середнього в індексі сприйняття корупції (дані за 2018 рік), на чолі зі Швейцарією, Німеччиною та Австрією.

### Транспорт

#### Залізниця

Щільність залізничної мережі.

Центральна Європа має найдавніші залізничні системи континенту, найбільше розширення яких було зафіксовано на територіях Австрії, Чехії, Німеччини, Угорщини та Швейцарії між 1860-1870-ми роками. До середини 19-го століття Берлін, Відень, Цюрих, Пешт і Прага були центрами мережевих ліній, що з’єднували промислові райони Саксонії, Сілезії, Богемії, Моравії та Нижньої Австрії з Балтикою (Кіль, Щецин) і Адріатикою (Рієка, Трієст). До 1913 року загальна довжина залізничних колій Австрії та Угорщини досягла 43 280 кілометрів (26 890 миль). До 1936 року 70% мережі швейцарських федеральних залізниць було електрифіковано.
Залізнична інфраструктура в Центральній Європі залишається найгустішою у світі. Щільність залізниць станом на 2022 рік із загальною довжиною експлуатованих ліній (км) на 1000 км2, від найвищого до найнижчого, це Швейцарія (129,2), Чехія (120,7), Німеччина (108,8), Угорщина (85,0), Словаччина (74,0), Австрії (66,5), Польщі (61,9), Словенії (59,6), Сербії (49,2), Хорватії (46,3) і Литви (29,4).

#### Річковий транспорт і канали
До появи перших залізниць у 1840-х роках річковий транспорт був основним засобом зв’язку та торгівлі. Перші канали включали канал Плауен (1745), канал Фінов, а також канал Бега (1710), який з'єднував Тімішоару з Новим Садом і Белградом через Дунай. Найзначнішим досягненням у цьому відношенні було полегшення судноплавства по Дунаю від Чорного моря до Ульма в XIX столітті.
Економіка Австрії, Хорватії, Чехії, Німеччини, Угорщини, Литви, Польщі, Словаччини, Словенії та Швейцарії, як правило, демонструє високу складність. Індустріалізація досягла Центральної Європи відносно рано, починаючи з Німеччини та Чехії ближче до кінця XVIII століття.
Індустріалізація міст Румунії, Сербії та Закарпаття почалася в міжвоєнний період і не досягла значного прогресу до епохи після Другої світової війни.

### Сільське господарство
Держави Центральної Європи є одними з найбільших виробників продуктів харчування у світі. Німеччина є найбільшим у світі виробником хмелю з часткою 34,27% у 2010 році, 3-м за величиною виробником жита та ячменю, 5-м виробником ріпаку, 6-м за величиною виробником молока та 5-м за величиною виробником картоплі. Польща є найбільшим у світі виробником тритикале, 2-м за обсягом виробництва малини, смородини, 3-м за обсягом виробництва жита, 5-м виробником яблук і гречки та 7-м за обсягом виробництва картоплі. Чехія є 4-м у світі виробником хмелю та 8-м виробником тритикале. Словенія є одним із провідних світових виробників меду і 6-м у світі виробником хмелю. Угорщина є 5-м у світі виробником хмелю та 7-м найбільшим виробником тритикале. Сербія є другим у світі виробником слив і другим за величиною виробником малини.

### Бізнес
Центральноєвропейський бізнес має регіональну організацію, Центральноєвропейську бізнес асоціацію (CEBA), засновану в 1996 році в Нью-Йорку як некомерційну організацію, яка просуває можливості для бізнесу в Центральній Європі та підтримує просування в Америці професіоналів із центральноєвропейським походженням.

### Туризм
Держави Центральної Європи, особливо Австрія, Чехія, Німеччина та Швейцарія, є одними з найбільш конкурентоспроможних туристичних напрямків.

## Освіта
Відповідно до Програми міжнародного оцінювання студентів (PISA) успішність студентів у Центральній Європі була різною. У дослідженні 2012 року держави отримали середні, нижчі або вищі середні бали в трьох досліджуваних областях.

### Вища освіта
Перший університет, заснований на схід від Франції та на північ від Альп, був у Празі в 1348 році Карлом IV, імператором Священної Римської імперії. Карлів університет був створений за зразком Паризького університету і спочатку включав факультет права, медицини, філософії та теології.

#### Центральноєвропейський університет

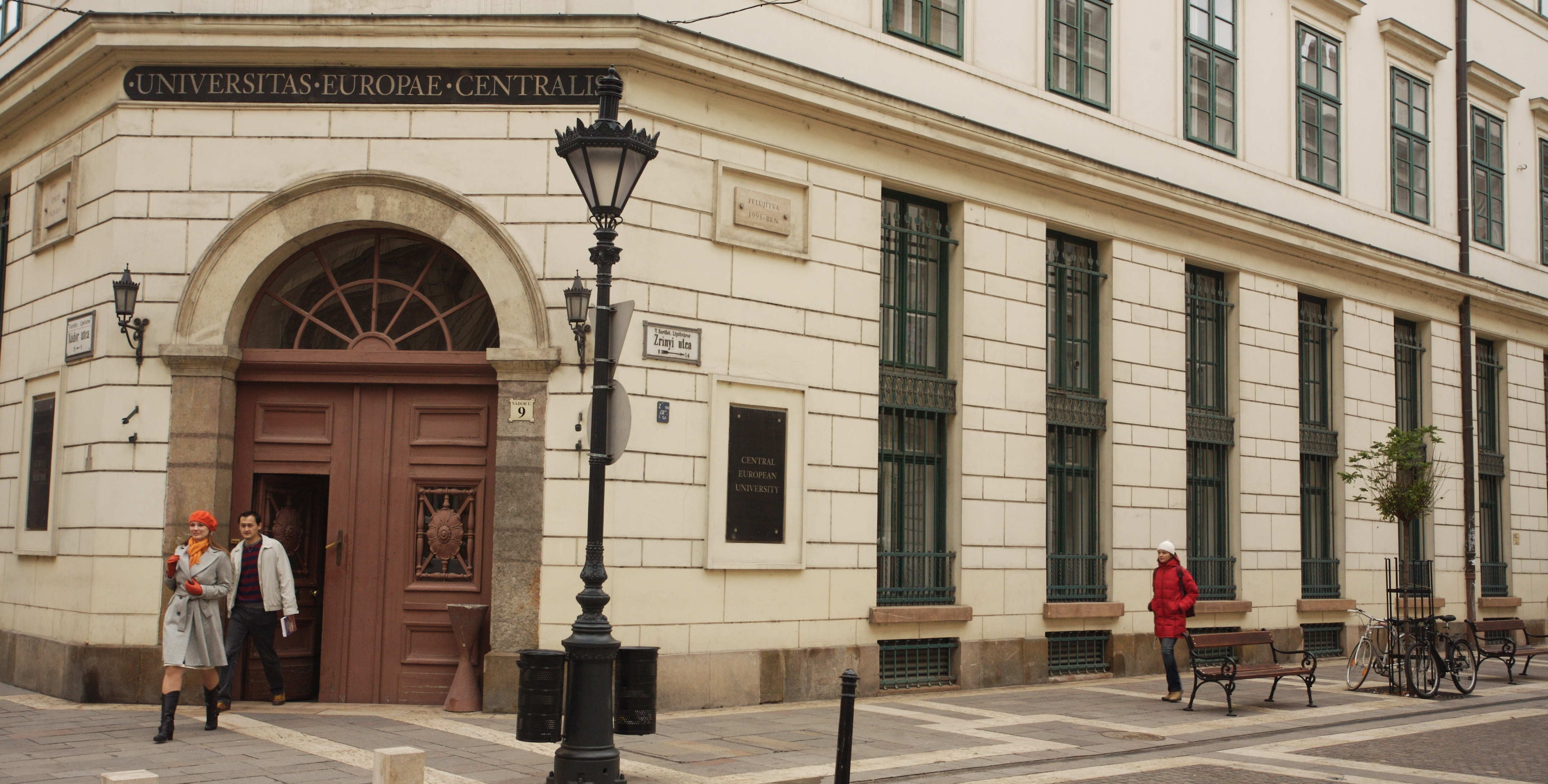
Вхід до Центральноєвропейського університету в Будапешті.

У 1991 році Ернест Ґеллнер запропонував створити в Празі центральноєвропейський вищий навчальний заклад (1991–1995). Згодом проєкт Центральноєвропейського університету взяв на себе та фінансово підтримав угорський філантроп Джордж Сорос, який надав благодійний внесок у розмірі 880 доларів США мільйонів, що робить університет одним із найбагатших у Європі. За свою 30-річну історію Центрально-Європейський університет став одним із найбільш різноманітних і впізнаваних університетів у світі. Наприклад, станом на 2019 рік в університеті було зараховано 1217 студентів, з яких 962 були іноземними студентами, що робить студентство четвертим у світі за кількістю міжнародних студентів. Центрально-Європейський університет пропонує вибіркові програми зі співвідношенням студентів до викладачів 7:1. У 2021 році рівень прийому на його програми становив 13%. Таким чином Центрально-Європейський університет став провідним глобальним університетом у Європі, який просуває виразну центральноєвропейську перспективу, наголошуючи на академічній суворості, прикладних дослідженнях та академічній чесності. Центрально-Європейський університет є членом-засновником CIVICCA, групи престижних європейських вищих навчальних закладів із соціальних, гуманітарних наук, управління бізнесом та державної політики, таких як Інститут політичних досліджень (Франція), Лондонська школа економіки та політичних наук (Сполучене Королівство), Університет Луїджі Бокконі (Італія) та Стокгольмської школи економіки (Швеція). У 2019 році керівництво Центральноєвропейського університету оголосило про підготовчу роботу щодо перенесення закладу до Відня через правові обмеження щодо академічної свободи в Угорщині.

## Культура і суспільство
До дослідницьких центрів центральноєвропейської літератури належать Гарвардський університет (Кембридж, Массачусетс), Університет Пердью та Програма вивчення центральної Європи (CESP), Університет Масарика, Брно, Чехія.

### Релігія
Держави Центральної Європи є переважно католицькими (Австрія, Хорватія, Ліхтенштейн, Литва, Польща, Словаччина та Словенія) або історично як католицькими, так і протестантськими (Чехія, Німеччина, Угорщина та Швейцарія). До великих протестантських груп належать лютерани, кальвіністи та філії Єдності братів. Значна кількість східного католицизму та старокатолицизму також поширена в Центральній Європі. Східне православне християнство є деномінацією меншини, яка різною мірою спостерігається в Центральній Європі, зокрема Польська православна церква та Православна церква Чеських земель і Словаччини.
Центральна Європа протягом століть була центром протестантського руху, більшість протестантів було придушено та знищено під час контрреформації.
Історично жителі Богемії на території сучасної Чехії були одними з перших протестантів у Європі. У результаті Тридцятилітньої війни, що послідувала за Богемським повстанням, багато чехів були або вбиті, або страчені (див. Розстріл на Староміській площі), насильно повернені в римо-католики або емігрували до Скандинавії та Нідерландів. Після Тридцятилітньої війни кількість жителів Королівства Богемія зменшилася з трьох мільйонів до лише 800 000 через численні фактори, включаючи нищівні поточні битви, такі як значні битви біля Білої гори та битви під Прагою 1648 року. Проте в останні роки більшість чехів вважають себе переважно нерелігійними, а деякі називають себе католиками (10,3%).
До Голокосту (1941–1945 рр.) у регіоні також існувала значна єврейська громада ашкеназі, яка налічувала приблизно 16,7 осіб. мільйонів людей. Польща, Литва та Угорщина мали найбільше єврейське населення в Європі у відсотках від їхнього загального населення, причому в 1933 році євреї становили 9,5% польського населення.
Деякі держави Центральної Європи, зокрема Чехія, Німеччина та Швейцарія, мають значну кількість атеїстичного та нерелігійного населення. У 2021 році 48% населення Чехії вказали, що не є релігійними. У 2022 році 43,8% населення Німеччини вказали, що не є релігійними. Водночас 33,5% населення Швейцарії вказали, що вони не належать до жодної релігії.

### Кухня
Центральноєвропейська кухня розвивалася протягом століть завдяки суспільним і політичним змінам і, як правило, різноманітна. Однак національні кухні західної частини Центральної Європи мають значну подібність, як і кухні східної Центральної Європи. Ковбаси, салямі та сири популярні в більшості держав Центральної Європи, причому найдавніші археологічні відомості про виробництво сиру датуються 5500 роком до нашої ери (Куявія, Польща). Інші популярні продукти харчування в Центральній Європі включають супи, рагу, мариновані та квашені овочі. У регіоні популярні шніцель, гуляш і голубці.
Іншою спільною рисою центральноєвропейських кухонь, зокрема австрійської, хорватської, литовської, словенської та швейцарської кухні, є використання дикорослих інгредієнтів у традиційних стравах, починаючи від диких трав і закінчуючи грибами та ягодами. Споживання пива також помітне в деяких частинах Центральної Європи, де Чехія має найбільше споживання пива на душу населення у світі, за нею йде Австрія, а Німеччина займає 4 місце. Кухні держав Центральної Європи, які включені в ширші визначення Східної Європи, мають спільні риси та традиції з іншими кухнями Східної Європи. Особливо це помітно в кухнях Литви та Польщі, де представлені такі страви, як борщ, пироги та жур.

### Права людини
Загалом держави регіону є прогресивними у питанні прав людини: смертна кара в усіх них є незаконною, тілесні покарання заборонені в більшості з них, а люди обох статей можуть голосувати на виборах. Проте думки держав Центральної Європи щодо одностатевих шлюбів та абортів розділені. За даними Open Society Foundations, Австрія, Чехія, Німеччина та Польща також брали участь у програмі екстраординарної видачі та затримання ЦРУ.

### Спорт
Існує низка центральноєвропейських спортивних подій і ліг. Вони включають:
- Центральноєвропейський тур Кошице-Мішкольц[en] (Угорщина)
- Центральноєвропейський тур Будапешт GP[en] (Угорщина)
- Ралі Центральної Європи (2008)[en] (Румунія та Угорщина)
- Ралі Центральної Європи (2023)[en] (Німеччина, Австрія та Чехія)
- Центральноєвропейська футбольна ліга[en] (Австрія, Хорватія, Угорщина, Сербія, Словаччина, Словенія та Туреччина)
- Кубок Центральної Європи з футболу (Австрія, Чехословаччина, Угорщина, Італія, Польща, Швейцарія та Югославія; 1927–1960)
- Central Europe Throwdown[186]

Футбол – один із найпопулярніших видів спорту. Держави Центральної Європи приймали кілька великих змагань. Німеччина приймала два чемпіонати світу з футболу (1974 і 2006) і Євро-1988. Югославія приймала Євро-1976 до того, як змагання розширили до 8 команд. Нещодавно Чемпіонати Європи УЄФА 2008 та 2012 років відбулися в Австрії та Швейцарії та Польщі та Україні відповідно. Євро-2024 приймала Німеччина.

## Політика

### Організації
Центральна Європа є батьківщиною регіональних політичних організацій:
- Центральноєвропейське оборонне співробітництво[en]
- Центральноєвропейська асоціація вільної торгівлі
- Центральноєвропейська ініціатива
- Centrope[en]
- Середньоєвропейська ініціатива[en]
- Ініціатива трьох морів
- Вишеградська група
- Люблінський трикутник

Центральноєвропейське оборонне співробітництво[en]
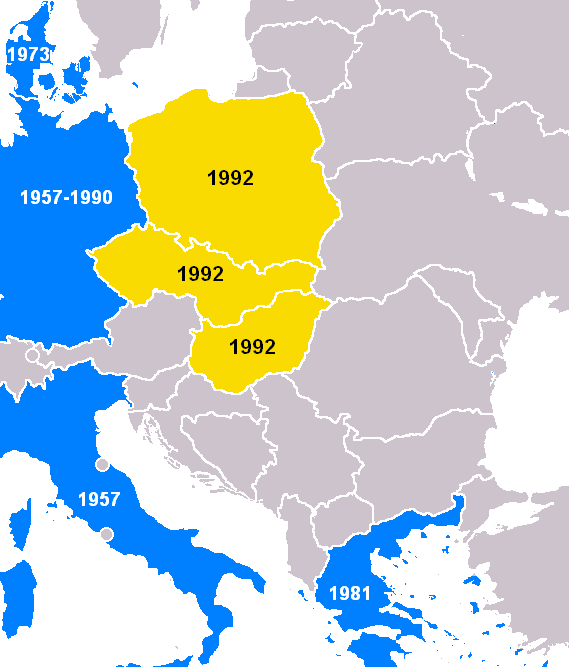
Держави-засновники ЦЄАВТ
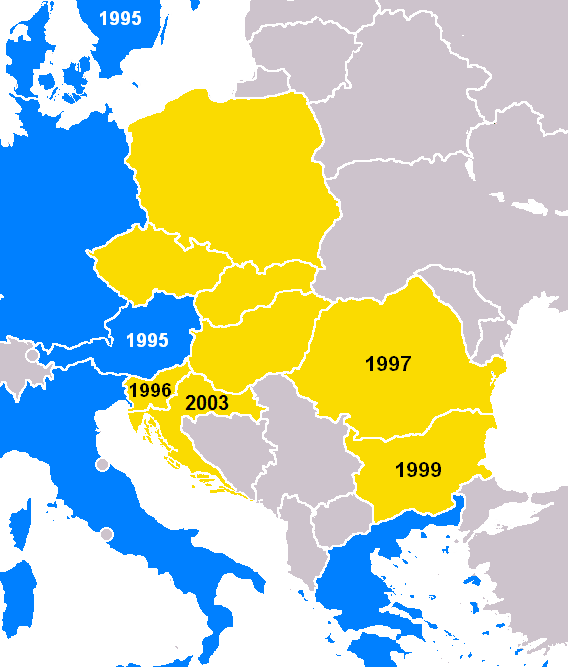
Члени ЦЄАВТ у 2003 році, перед вступом до ЄС
Поточні члени ЦЄАВТ
Центральноєвропейська ініціатива
Ініціатива трьох морів
Вишеградська група
Люблінський трикутник

### Індекс демократії

Карта індексу демократії Economist Intelligence Unit за 2022 рік із більш зеленими кольорами, що представляють більш демократичні держави.

Центральна Європа є домом для деяких із найстаріших демократій світу. Проте більшість із них зазнали впливу тоталітаризму, зокрема фашизму та нацизму. Німеччина та Італія окупували всі держави Центральної Європи, крім Швейцарії. В усіх окупованих країнах держави Осі призупинили демократію та встановили маріонеткові режими, лояльні до окупаційних сил. Крім того, вони змусили підкорені країни застосовувати расові закони та сформували військові сили для допомоги німцям та італійцям у боротьбі з комуністами. Після Другої світової війни майже вся Центральна Європа (Східна та Середня частина) була перетворена на комуністичні держави, більшість із яких були окуповані та згодом увійшли в союз із Радянським Союзом, часто проти їхньої волі через сфальсифікований референдум (наприклад, польський народний референдум 1946 р.) або силою (північно-східна Німеччина, Польща, Угорщина тощо). Більшість держав Центральної Європи мають дуже високі результати в індексі демократії.

### Глобальний індекс миру

Глобальний індекс миру.

Незважаючи на свою бурхливу історію, Центральна Європа наразі є одним із найбезпечніших регіонів світу. Більшість держав Центральної Європи входять до перших 20%.

## Центральноєвропейський час

Центральноєвропейський часовий пояс (темно-червоний).

Часовий пояс – це стандартний час, який на 1 годину випереджає всесвітній координований час. Країни, які використовують CET, включають:
- Албанія
- Андорра
- Австрія
- Бельгія
- Боснія і Герцеговина
- Хорватія
- Чехія
- Данія
- Франція
- Німеччина
- Угорщина
- Італія
- Люксембург
- Монако
- Чорногорія
- Нідерланди
- Північна Македонія
- Норвегія
- Польща
- Сан-Марино
- Словаччина
- Словенія
- Сербія
- Швеція
- Швейцарія
- Ватикан

## У поп-культурі
Центральна Європа згадується в 35-му епізоді Лавджой під назвою «Празьке сонце», знятому в 1992 році. Прогулюючись через популярний і відомий Карлів міст у Празі, головний герой, Лавджой, каже: «Я ніколи раніше не був у Празі. Ну, це одне з чудових незайманих міст Центральної Європи. Зверніть увагу: я сказав: «Центральної», а не «Східної»! Чехи трохи кумедні в цьому плані, вони вважають східноєвропейців ріпою».
Оскароносний фільм Веса Андерсона «Готель Гранд Будапешт» зображує вигаданий гранд-готель, розташований десь у Центральній Європі, який насправді створено за зразком Гранд-готелю Пупп у Карлових Варах у Чехії. Фільм уславлює Центральну Європу 1920-х і 1930-х років з її мистецьким блиском і соціальною чутливістю.